# Olching
Olching ist eine Stadt im oberbayerischen Landkreis Fürstenfeldbruck und liegt etwa 20 Kilometer westlich von München. Die Gemeinde Olching in ihrer heutigen Ausdehnung entstand 1978 als Verwaltungseinheit, in der die bis dahin selbständigen Gemeinden Olching, Esting und Geiselbullach zusammengefasst wurden. Olching wurde am 19. Juni 2011 zur Stadt erhoben. Bis zu diesem Zeitpunkt galt Olching mit einer Einwohnerzahl von etwa 25.000 lange als bevölkerungsreichste Gemeinde Bayerns, die weder Stadt- noch Marktrecht besaß.

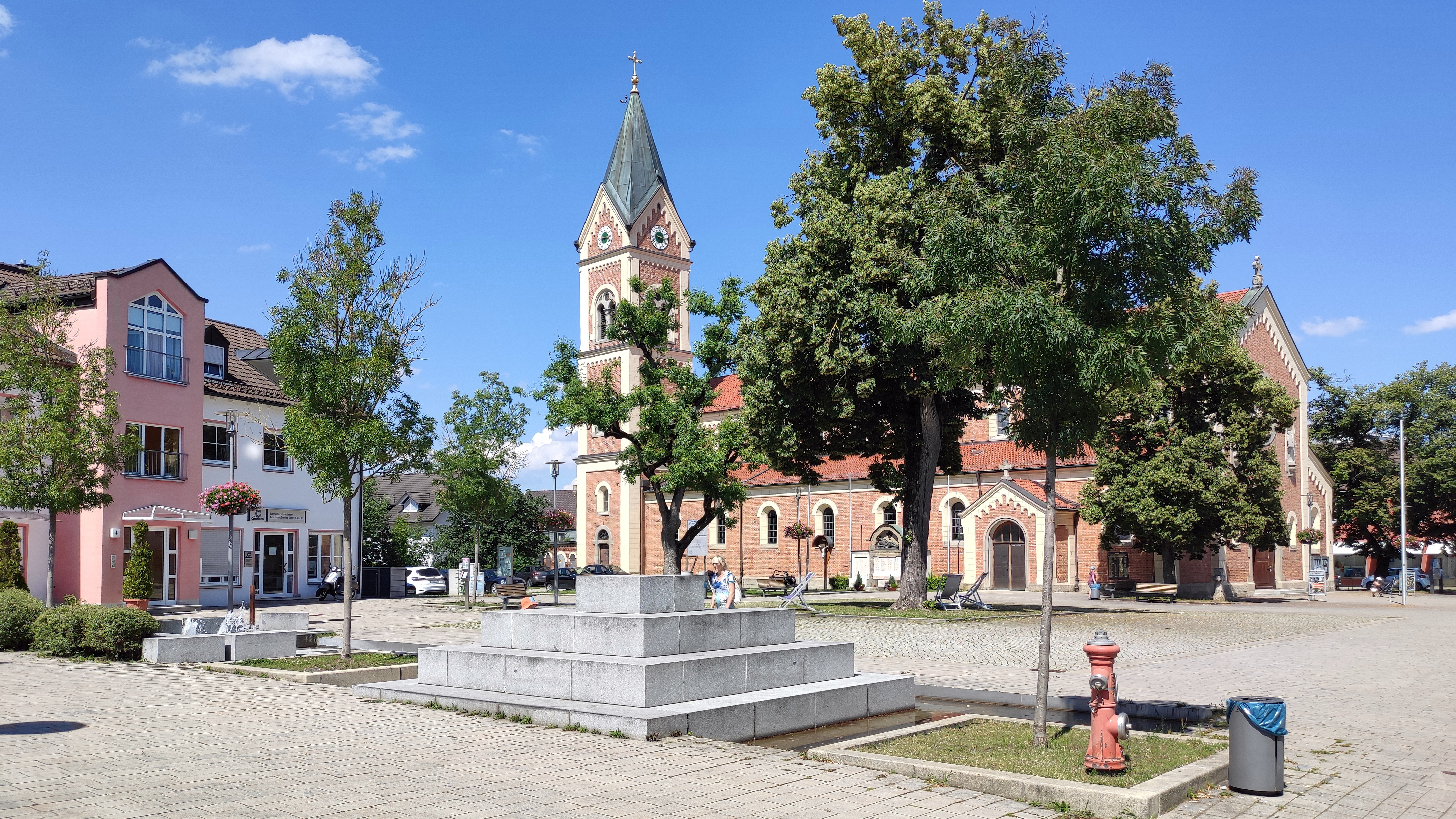
Nöscherplatz mit Pfarrkirche St. Peter und Paul

## Geographie

### Geographische Lage

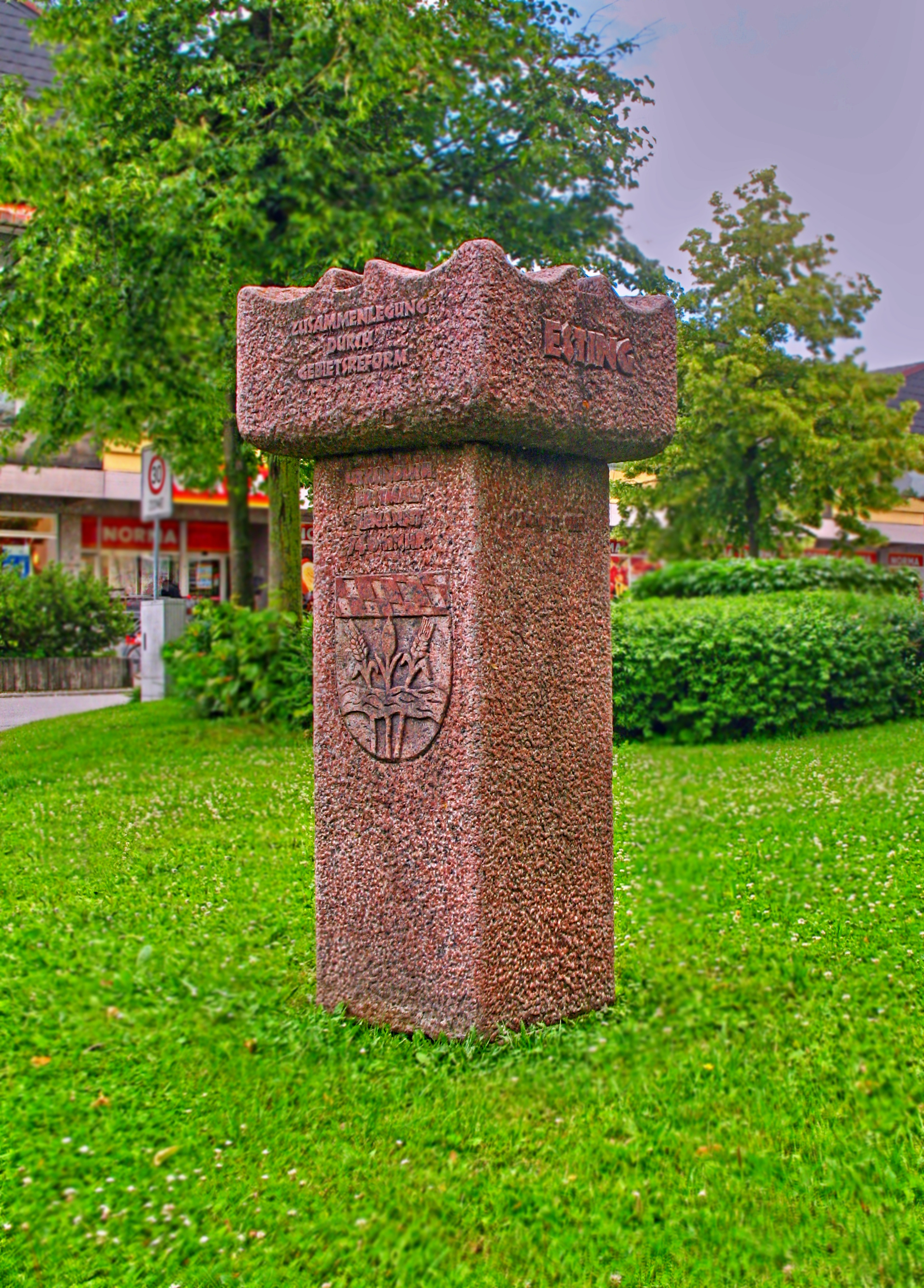
Gedenkstein zur Gebietsreform 1978

Das Gebiet der Stadt liegt ungefähr auf halber Strecke zwischen Dachau und Fürstenfeldbruck und erstreckt sich auf beiden Seiten der Amper, des Amperkanals (Mühlbach) und der ausgedehnten Auwaldgebiete. Sie liegt im Westen der Landeshauptstadt an der Bahnstrecke München-Augsburg.

### Nachbargemeinden
Olching grenzt im Westen an das Gemeindegebiet von Maisach, im Norden an Bergkirchen (Landkreis Dachau), im Osten an das Stadtgebiet von München, im Südosten an die Gemeinde Gröbenzell, im Süden an Puchheim und Eichenau und im Südwesten an Emmering und Fürstenfeldbruck.
Die Entfernungsangaben beschreiben die Luftlinie zum Ortsmittelpunkt des Nachbarorts und sind auf ganze Kilometer kaufmännisch gerundet.
| Odelzhausen 15 km     | Markt Indersdorf 18 km                      | Dachau 10 km    |
| Maisach 6 km          | Kompassrose, die auf Nachbargemeinden zeigt | Gröbenzell 4 km |
| Fürstenfeldbruck 7 km | Eichenau 4 km                               | Puchheim 5 km   |

### Gemeindegliederung
Es gibt fünf Gemeindeteile (in Klammern ist der Siedlungstyp angegeben):
- Esting (Pfarrdorf)
- Geiselbullach (Kirchdorf)
- Graßlfing (Dorf)
- Neu-Esting (Siedlung)
- Olching (Hauptort)

### Ausdehnung

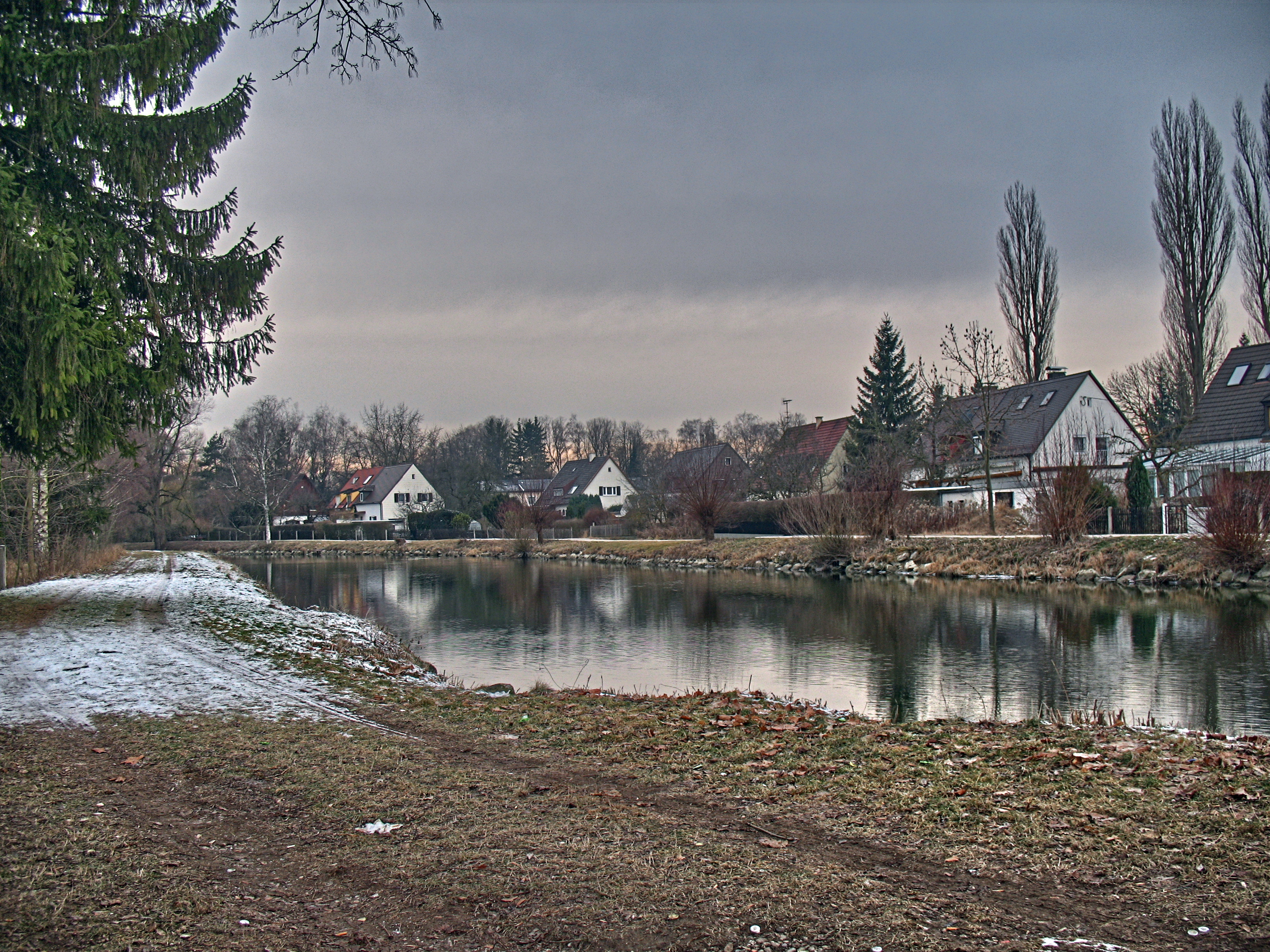
Der Amperkanal (Mühlbach)

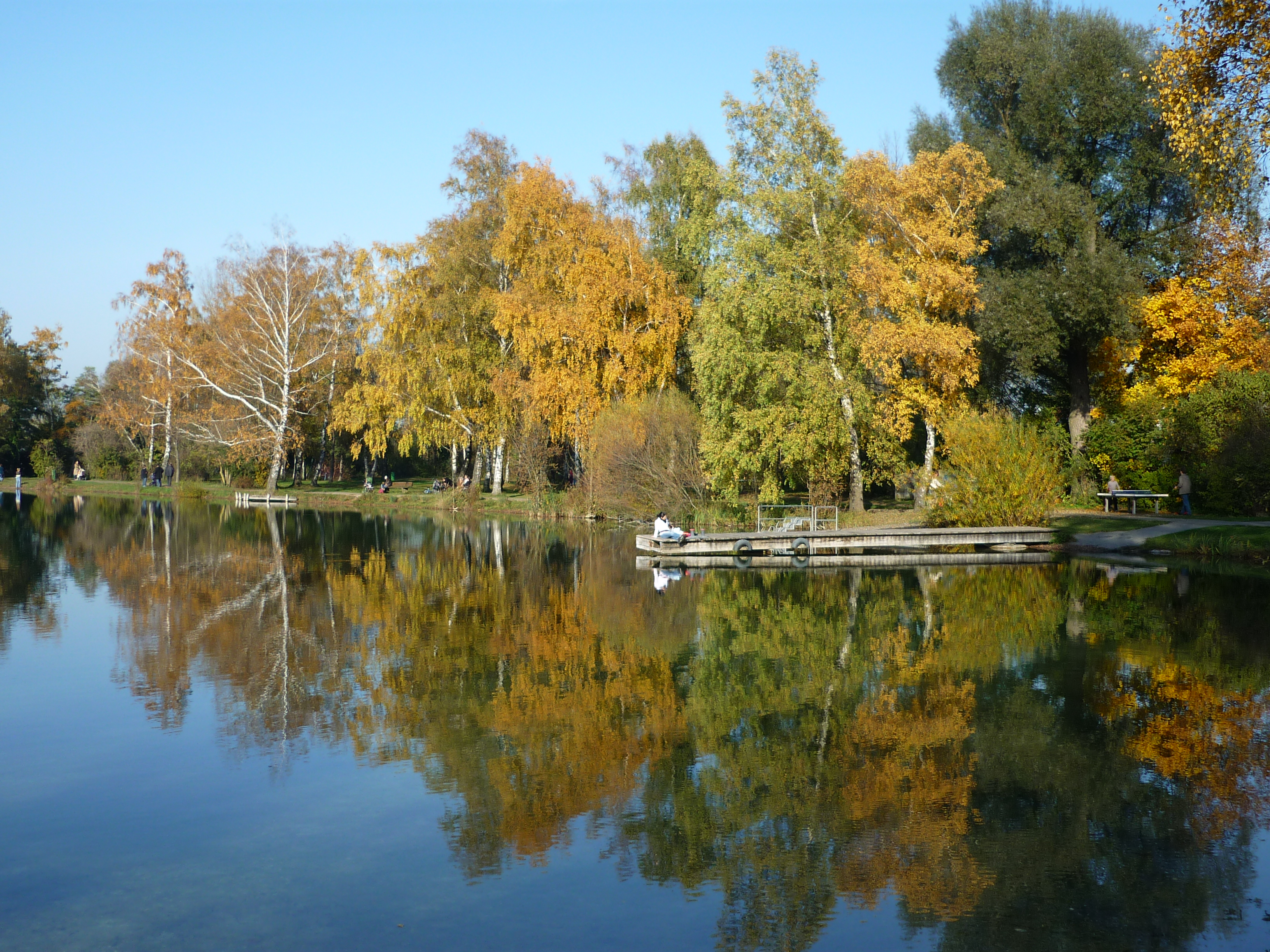
Olchinger See

Die Gesamtfläche beträgt 2.990,5 ha. Hiervon entfallen 1.960 ha auf landwirtschaftliche Nutzflächen, 303 ha auf Gebäude und zugehörige Freiflächen, 224 ha auf Verkehrsflächen, 193 ha auf Waldflächen, 103 ha auf Wasserflächen, 35 ha auf Erholungsflächen, 23 ha auf Betriebsflächen und 151 ha auf Flächen anderer Nutzung.
Inmitten der Stadt liegt ein Großteil des Landschaftsschutzgebiets „Untere Amper“ (ca. 553 ha, davon 316 ha auf dem Gebiet der Stadt Olching) sowie das Landschaftsschutzgebiet „Graßlfinger Moos und Olchinger See“ (ca. 590 ha).

### Klima
Olching liegt im Übergangsbereich zwischen dem feuchten atlantischen und dem trockenen kontinentalen Klima. Weitere wesentliche wetterbestimmende Faktoren sind die Alpen als mitteleuropäische und die Donau als regionale Wetterscheide. Aufgrund der durchziehenden Tiefdruckgebiete ist das Wetter relativ wechselhaft in der Westwindzone. Der Föhn bringt hin und wieder aus südlicher Richtung warme und trockene Luftströmungen. Damit verbunden ist eine sehr gute Fernsicht bis zu den bayrischen Alpen.

## Geschichte

### Frühgeschichte
Die bei Esting zutage geförderten archäologischen Funde aus der Glockenbecherkultur belegen, dass sich bereits am Ende des Neolithikums Menschen im heutigen Stadtgebiet aufhielten.
Schon Ende des 18. Jahrhunderts entdeckte man an der Bezirksstraße Geiselbullach-Esting ein hallstattzeitliches Gräberfeld aus der Zeit 750–500 Jahre v. Chr., das aber schon durch Grabräuber geplündert worden war. Grabungen durch die Kurfürstliche Akademie der Wissenschaften (1789) und den Historischen Verein von Oberbayern (1873) haben unter den 21 keltischen Hügeln Aschenurnen in sogenannten „Wagengräbern“ freigelegt. Später wurde das Gebiet Bauernland und die Grabhügel wurden beim Pflügen eingeebnet.
Römische Einzelfunde auf dem Stadtgebiet weisen darauf hin, dass das Gebiet auch in römischer Zeit erschlossen war.

### Mittelalter
Olching zählt – wie übrigens auch Esting und Graßlfing – zu den bajuwarischen Ansiedlungen.
Die früheste urkundliche Erwähnung eines Olchinger Gemeindeteils nennt Esting in den Freisinger Traditionen, wo im Jahre 806 in einer Schenkungs-Urkunde eine Wiese in Esting der Kirche in Maisach übereignet wurde. Die erste urkundliche Erwähnung Olchings stammt ebenfalls aus dem frühen Mittelalter, ist aber umstritten. In einer Schenkungsurkunde von 740 übergibt der Agilolfingerherzog Tassilo II. den Ort mit Kirche und Getreidemühle dem Kloster Benediktbeuern. Die 1903 abgerissene baufällige alte Filialkirche, die St. Peter und Paul geweiht war, stammte aus dem Spätmittelalter und war ein Chorturmbau mit starken Mauern. Sie war von einem kleinen Friedhof umgeben, der an der Stelle des heutigen Nöscherplatz lag.
1258 musste Herzog Ludwig der Strenge als Sühne für den Mord an seiner Frau Maria von Brabant ein Kloster gründen. Dieses wurde 1262 vom Aiblinger Gebiet nach Olching verlegt. Die Zisterziensermönche trafen daraufhin am 14. August 1262 in Olching ein und „erstellten gar bald einen hölzernen Bau“. Nicht endgültig geklärt ist, ob ein Hochwasser des in die Amper einmündenden Starzelbaches oder ungeklärte Eigentumsverhältnisse dafür verantwortlich waren, dass die Mönche schon 1263 auf „des Fürsten Feld“ – in der Nähe des heutigen Fürstenfeldbruck – übersiedelten. Dort entstand das Kloster Fürstenfeld, dessen barocke Anlage sich heutzutage in neuem Glanz präsentiert.

### Neuzeit
Dieses Kloster Fürstenfeld hatte in den folgenden Jahrhunderten bis zur Säkularisation (1802/03) in Olching viele Besitztümer. Aber auch andere kirchliche und weltliche Grund- und Lehensherrschaften sind in alten Dokumenten erwähnt.
Der Dreißigjährige Krieg hinterließ auch in Olching seine Spuren. Am 17. Mai 1632 zog König Gustav Adolf von Schweden in München ein. Während die Stadt gegen eine Kontributionszahlung verschont blieb, spürte vor allem das Umland die Last des Krieges. Von 67 Anwesen in Olching im Jahr 1631 waren 1648 nur noch ganze neun unversehrt erhalten.
Im 18. Jahrhundert konnte sich der Ort allerdings von den Kriegsschäden wieder etwas erholen, und als 1802/03 große Gebiete aus dem Besitz des Klosters Fürstenfeld der Stadt zufielen, erwarben 55 Stellenbesitzer ihre Nutzungsrechte an den Flächen.
1821 wurde Olching (das bis dahin über Jahrhunderte von Dachau aus verwaltet worden war) an das neu gegründete Rentamt Fürstenfeldbruck angegliedert und 1823 auch dem Landgericht Fürstenfeldbruck. 1834 wurde die erste Schule gegründet.

### Eisenbahnbau und Entwicklung zur Arbeitergemeinde
1839 war Olching noch ein kleines Bauerndorf mit etwa 50 Höfen und etwa 300 Einwohnern. Dies änderte sich mit dem Beginn des Eisenbahnzeitalters. Es begann am 27. Oktober 1839 mit der Fertigstellung des 19 km langen Streckenabschnittes München-Olching durch die zunächst private München-Augsburger Eisenbahn-Gesellschaft. Erst ab dem 4. Oktober 1840 konnten die Olchinger Bürger auch das knapp 43 km entfernte Augsburg mittels Dampfzug erreichen.
In Olching siedelte sich daraufhin eine Holzstoff-Fabrik an, welche dem Ort einen erheblichen Bevölkerungszuwachs durch den Zuzug von Arbeitskräften bescherte. Der Gemeindeteil Neu-Olching nördlich der Bahnlinie entwickelte sich. Eine Bahnschranke trennte jahrzehntelang die beiden Teile regelmäßig während des Zugverkehrs, bis die Unterführung am Bahnhof gebaut wurde.

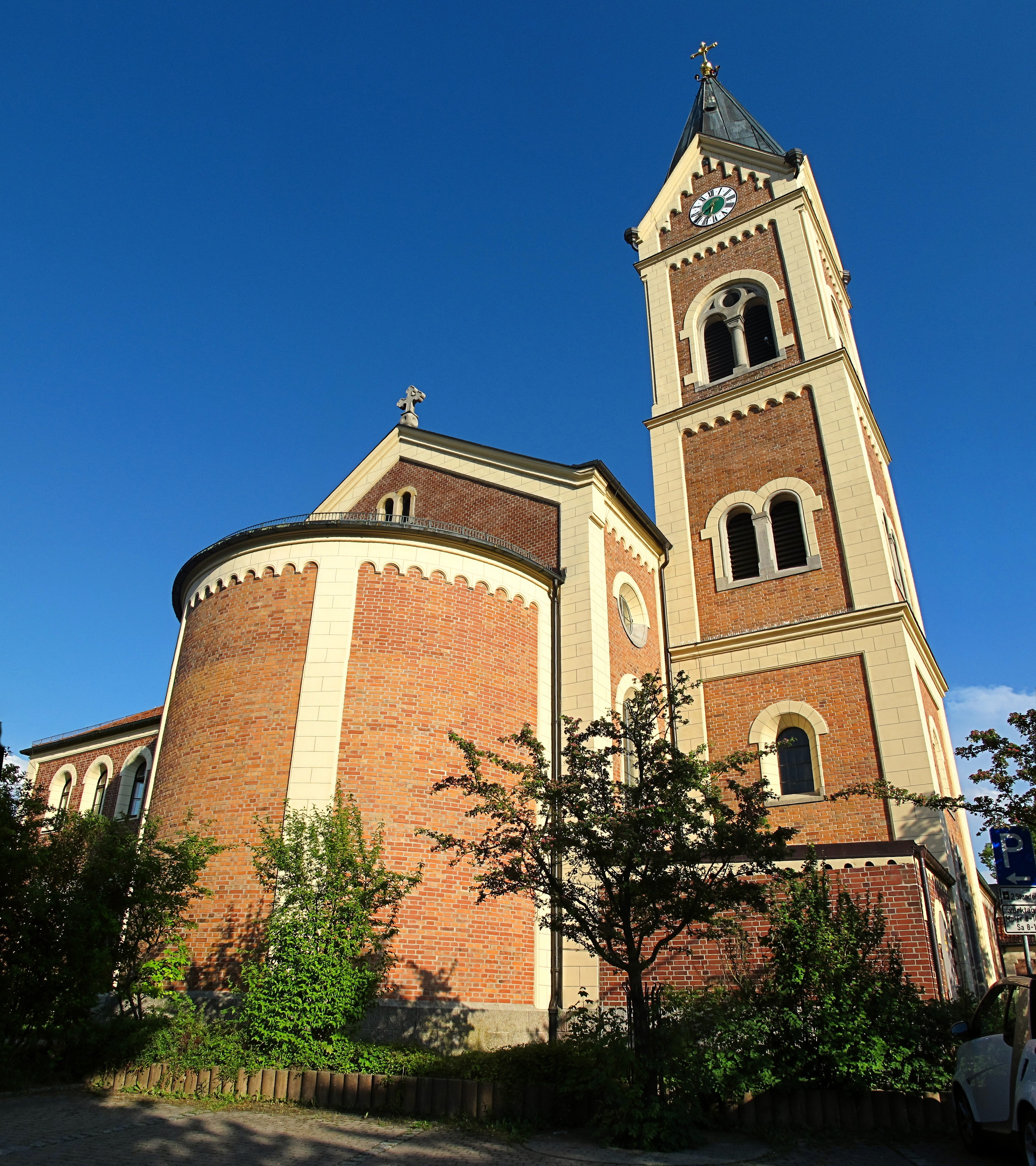
1901 eingeweihte Kirche St. Peter und Paul

Bis ins 19. Jahrhundert wurde Olching kirchengemeindlich von Emmering aus versorgt und besaß ein kleines romanisches Dorfkirchlein. Aufgrund der wachsenden Anzahl der Kirchengemeindemitglieder in der Mitte des 19. Jahrhunderts wurde die heutige Pfarrkirche Sankt Peter und Paul in den Jahren 1899 bis 1901 als neuromanischer Backsteinbau errichtet. Verantwortlich für den Bau zeichnete der königliche Kreisbaumeisters Moritz von Horstig.
Die hohe Anzahl von Arbeitern in Olching hatte im ganzen 20. Jahrhundert einen großen Einfluss auf die soziale und politische Kultur in Olching. Die linken Parteien hatten in der Weimarer Republik stets die Mehrheit im Gemeinderat.
Einigen dieser Politiker, wie beispielsweise dem SPD-Bürgermeister Josef Tauscheck, brachte ihre Überzeugung ab 1933 KZ-Haft und endlose Schikanen ein. Denn die Nationalsozialisten im „Dritten Reich“ gewannen auch in Olching eine breite Anhängerschaft.
In den 1920er- und 1930er-Jahren wurde Olching sogar als Badeort für Erholungssuchende aus der Großstadt bekannt. Es wird berichtet, dass an heißen Sommertagen täglich bis zu 15.000 Badegäste mit der Eisenbahn nach Olching in die Amperauen kamen. Schließlich durfte sich die Gemeinde ab dem 10. Dezember 1936 als „Fremdenverkehrsgemeinde“ und „Erholungsort“ bezeichnen.
Während der Zeit des Nationalsozialismus begann 1937 der Bau der Autobahn von München nach Stuttgart, der späteren Bundesautobahn 8. Am 2. Dezember 1938 fand die Eröffnung des ersten Teilabschnittes von München bis Geiselbullach, statt. In der Nazizeit wurden Straßen umbenannt, beispielsweise die Olchinger Hauptstraße, die für einige Jahre Ritter-von-Epp-Straße hieß.
Bei einem Bombenangriff der US Air Force am 22. Februar 1944 mittags wurden 22 Menschen, darunter auch zwei von den ca. 1000 in und um Olching beschäftigten Zwangsarbeitern, getötet.

### Seit 1945
Nach dem Kriegsende 1945 wurden rund 2000 Heimatvertriebene aus den deutschen Ostgebieten, meist aus Schlesien und der Tschechoslowakei, aufgenommen. Der Anteil dieser Neubürger machte 1950 mehr als 25 % der Gesamtbevölkerung aus. Ihr Engagement trug erheblich zur dynamischen Entwicklung Olchings in der Nachkriegszeit bei.
Aus der damaligen Gemeinde Olching wurden am 1. August 1952 Gebiete für die Bildung der neuen Gemeinde Gröbenzell abgetreten, ebenso von der damaligen Gemeinde Geiselbullach. Prägten kurz nach dem Krieg noch vor allem Bauernhöfe das Ortsbild von Olching, sind an deren Stelle in den nachfolgenden Jahrzehnten moderne Wohn- und Geschäftsbauten in der Hauptstraße getreten, die damit einen eher städtischen Eindruck bekam. Viele Einwohner arbeiten in München und profitierten seit 1972 von der Einrichtung des S-Bahnverkehrs anlässlich der Olympischen Spiele in München.
Obwohl der Zusammenschluss von Olching, Esting und Geiselbullach bei den Einwohnern der letzteren, kleineren Gemeinden auf wenig Zustimmung stieß, wurde dieser am 1. Mai 1978 vollzogen.

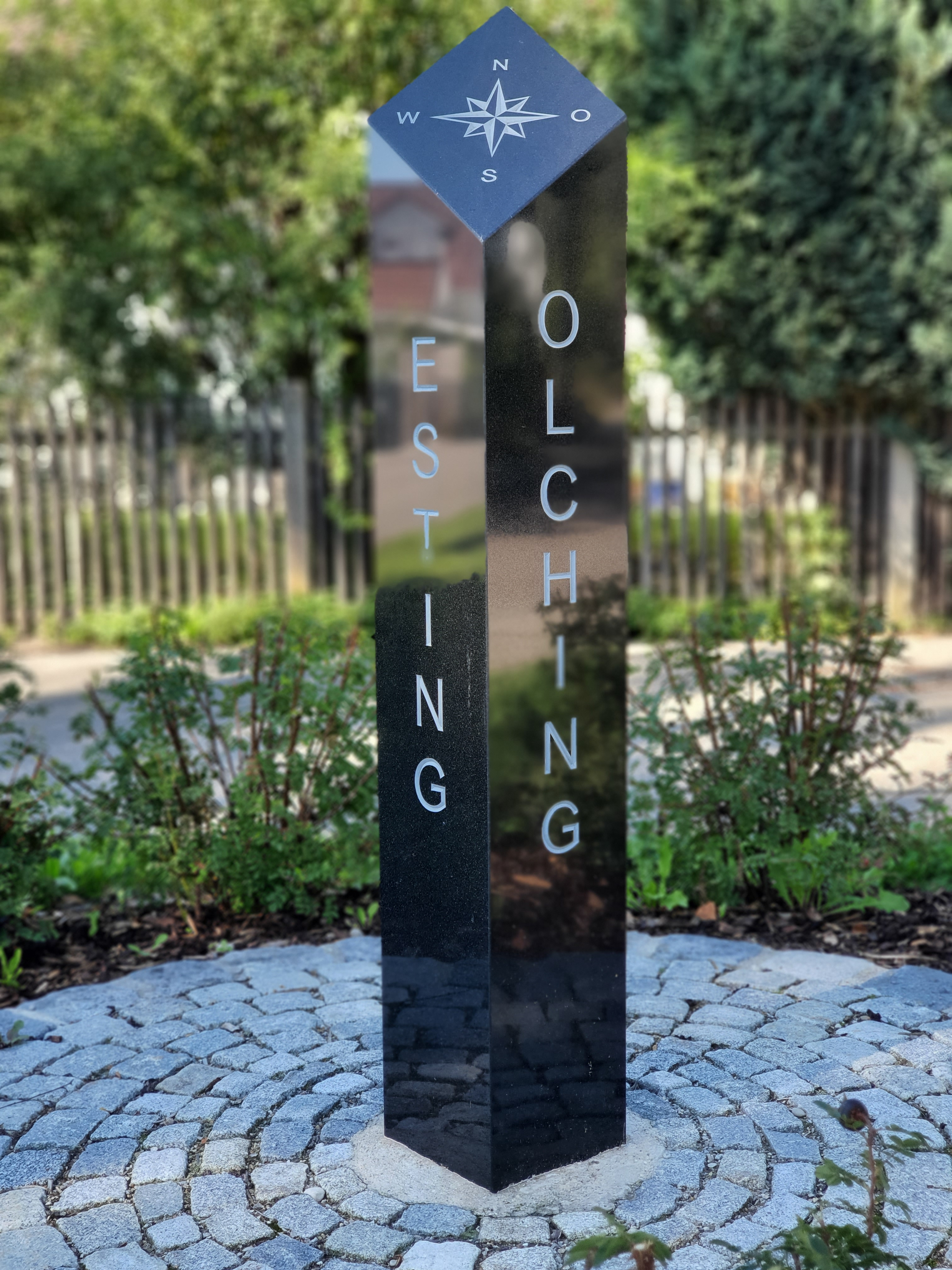
Gedenkstele: Gebietsreform 1978–2018

Am 25. Juni 2018 wurde am geographischen Mittelpunkt der durch die Gebietsreform 1978 vergrößerten Gemeinde Olching eine Gedenkstele 40 Jahre Gebietsreform 1978–2018 eingeweiht. Das Denkmal besteht aus einem oben abgeschrägten schwarzen Vierkantmarmorobelisk mit einer Windrose auf der Abschrägung. Die vier Seiten tragen die Inschriften: 40 Jahre Gebietsreform, Olching, Esting, Geiselbullach. Das vom örtlichen Steinmetz gefertigte Objekt ist etwa 1,50 Meter hoch und steht, von einem Kopfsteinpflaster- und Bepflanzungsring umgeben, an der Ecke von Neufeld- und Max-Reger-Straße.
Seit der Bildung der Großgemeinde 1978 stiegen die Einwohnerzahlen weiter an, vor allem durch den Bau neuer Groß-Wohnsiedlungen auf dem Gelände der Holzstoff-Fabrik und im Schwaigfeld.

Bilder zur Entwicklung der Stadt
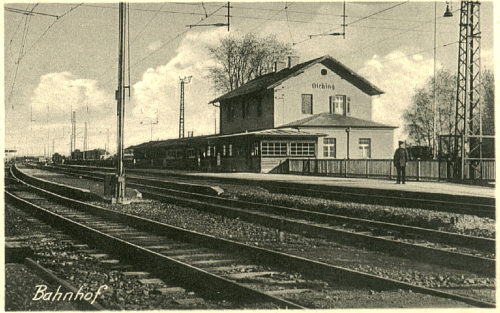
Ehemaliger Bahnhof an der Bahnstrecke München-Augsburg
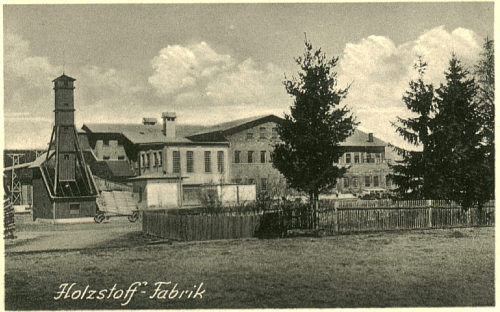
Holzstoff-Fabrik der München-Dachauer Papierfabrik
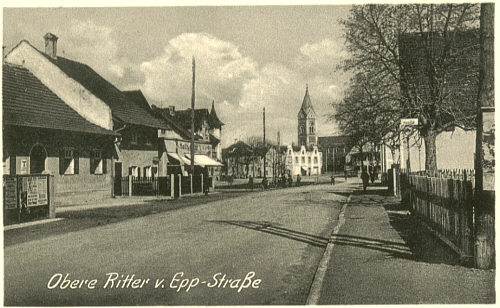
Die obere Ritter-von-Epp-Str. in der Nähe der „Insel“
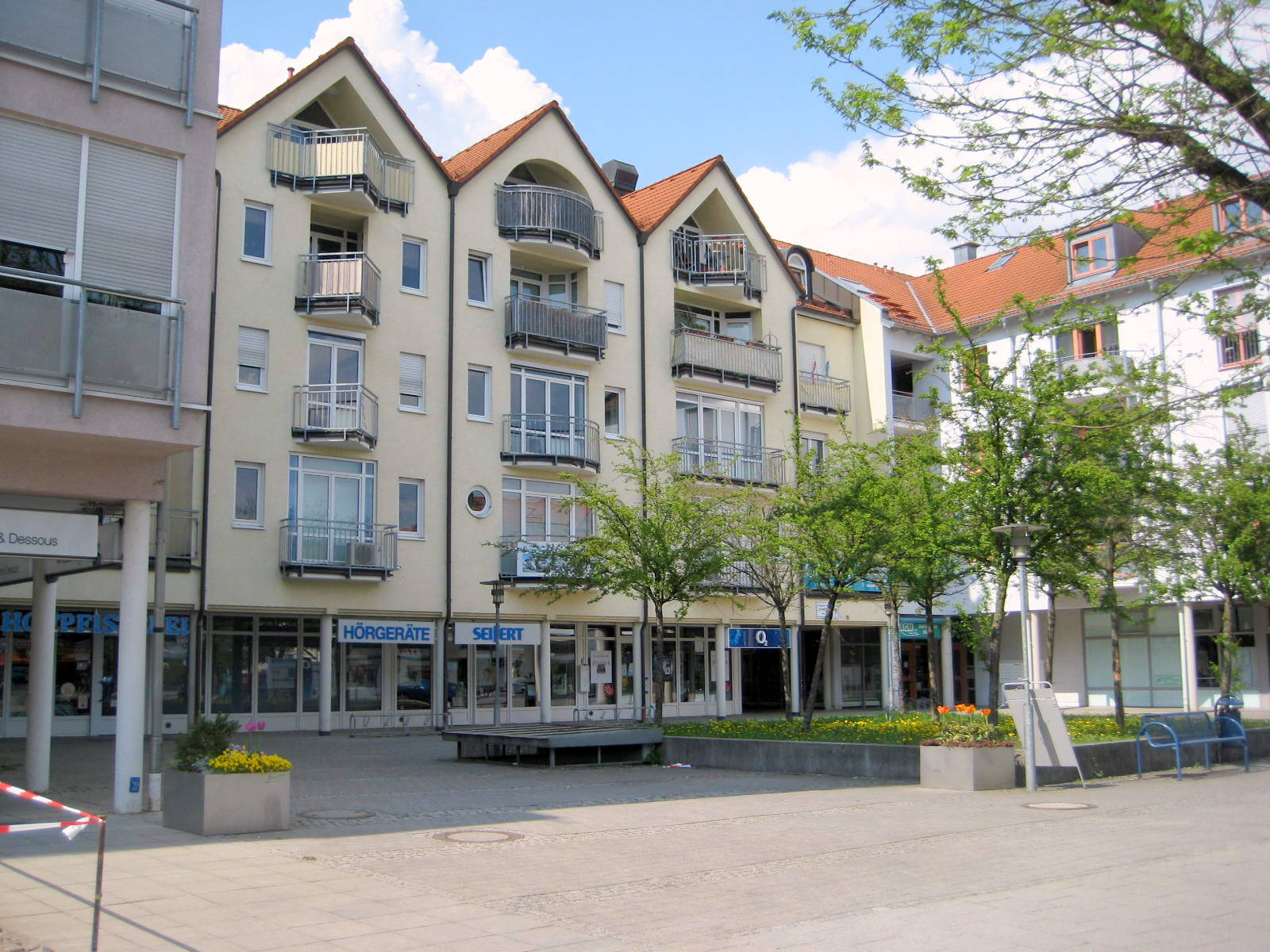
Geschäftshäuser an der Hauptstraße
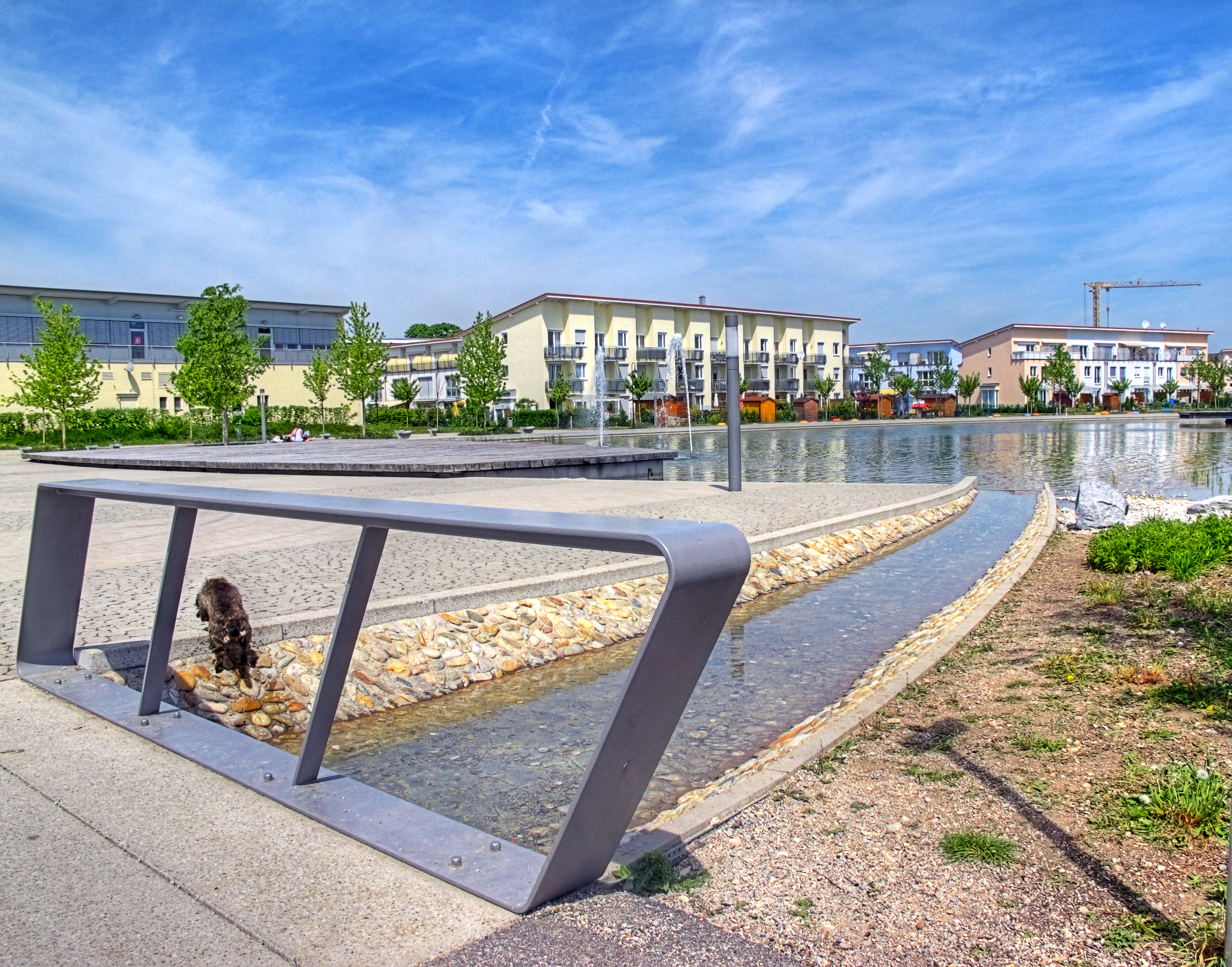
Künstlicher See der Neubausiedlung Schwaigfeld
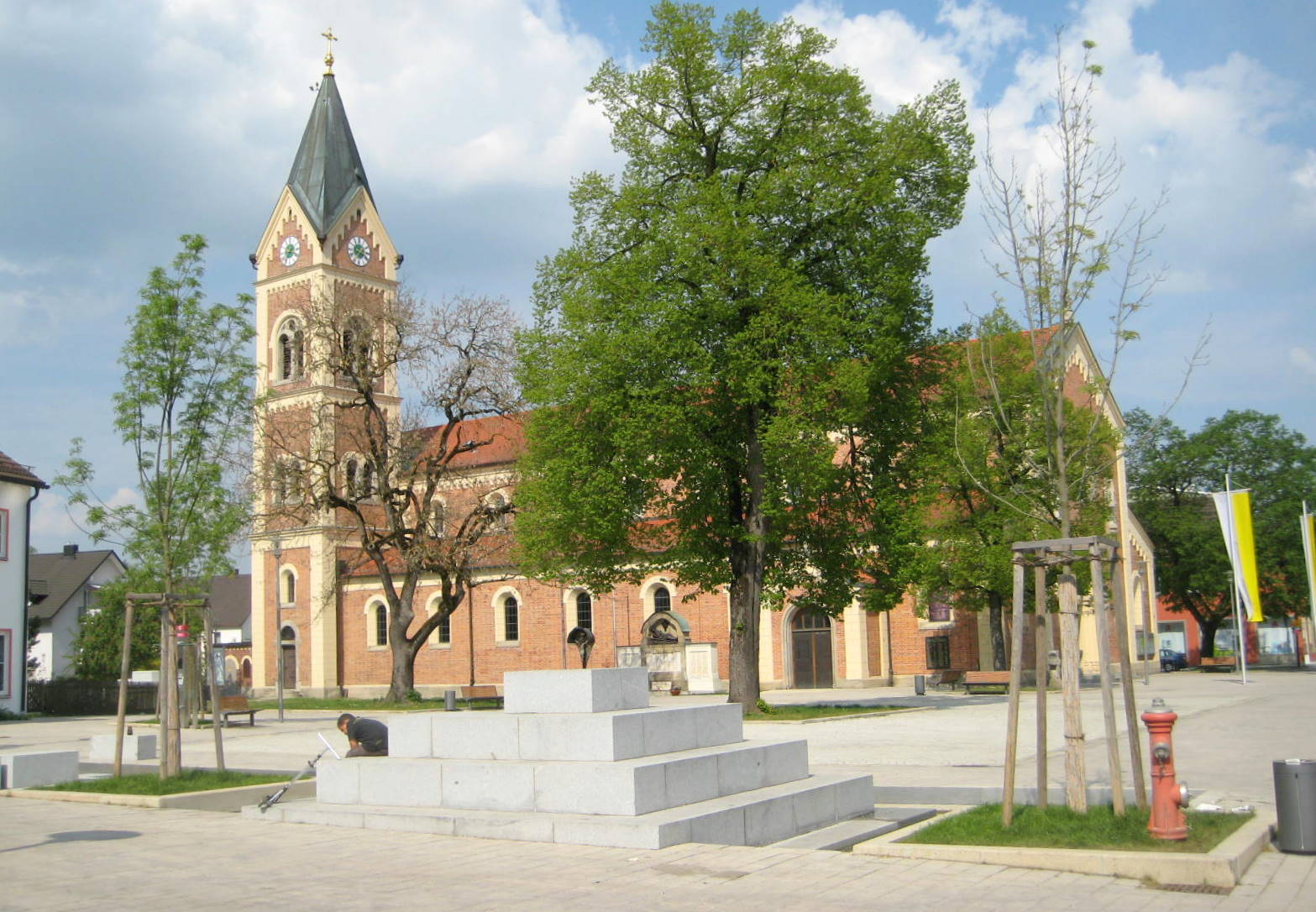
Neugestaltetes Stadtzentrum Nöscherplatz mit Pfarrkirche
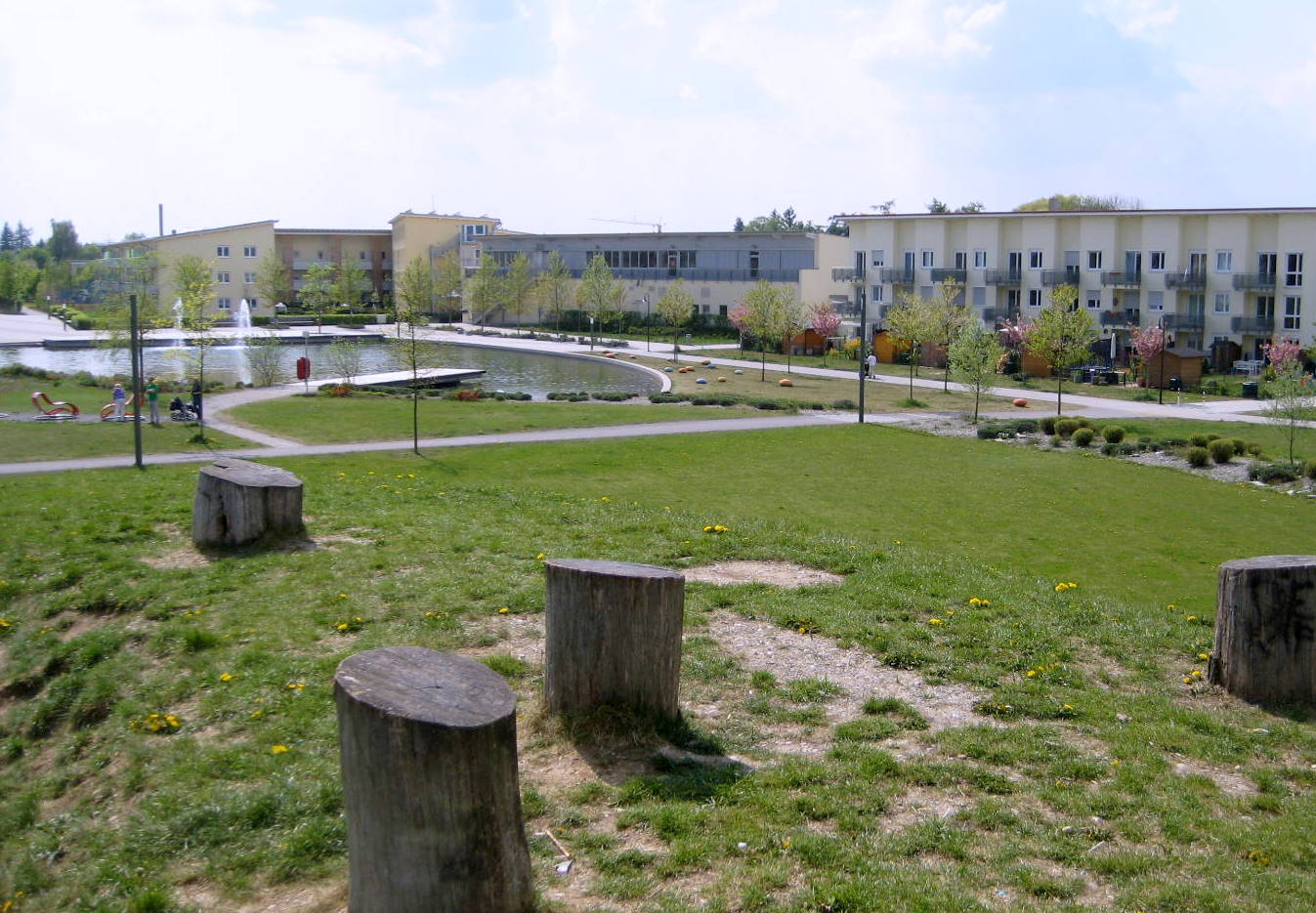
Großsiedlung Schwaigfeld mit Park
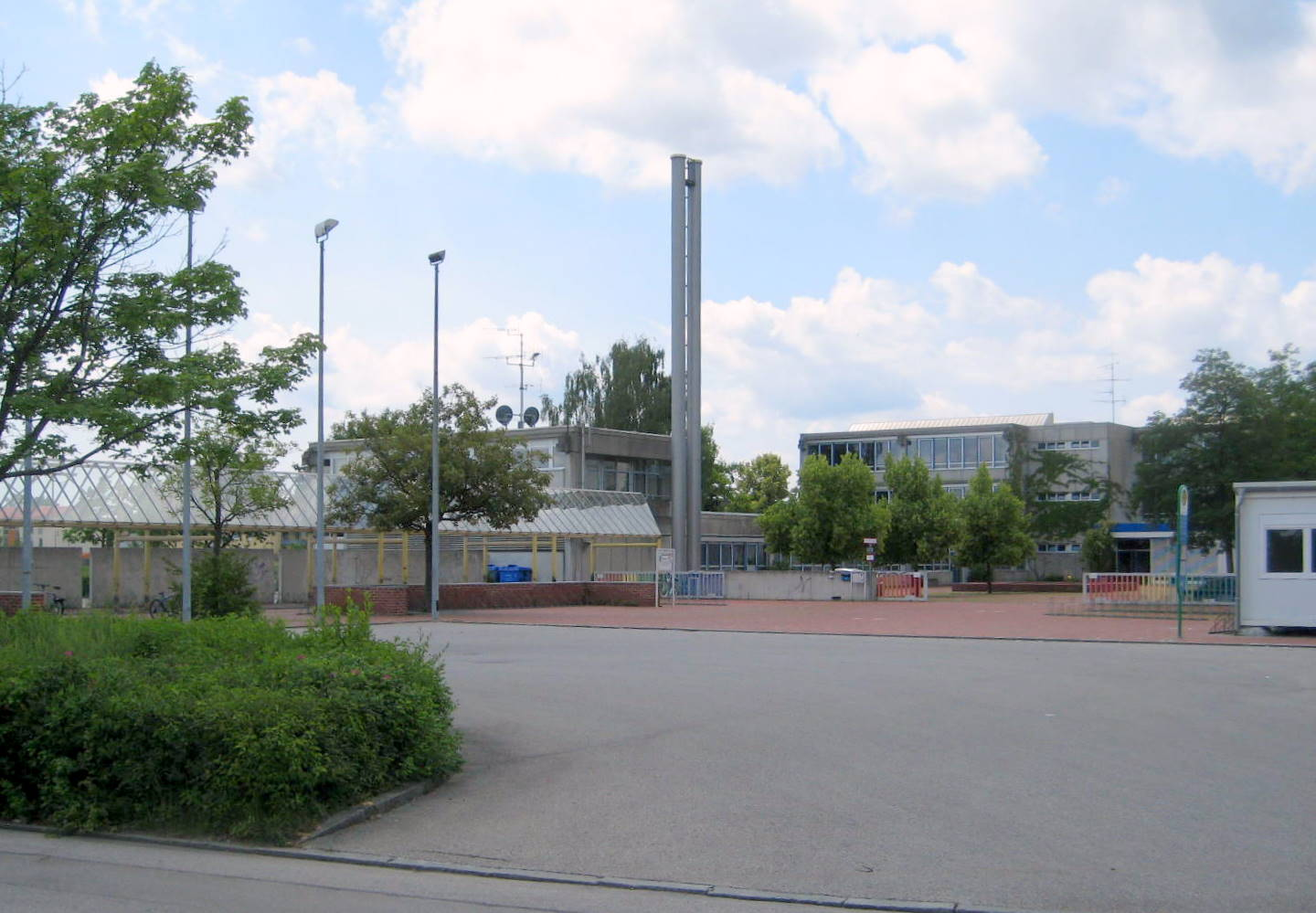
Das Gymnasium Olching im Schwaigfeld im Jahr 2011
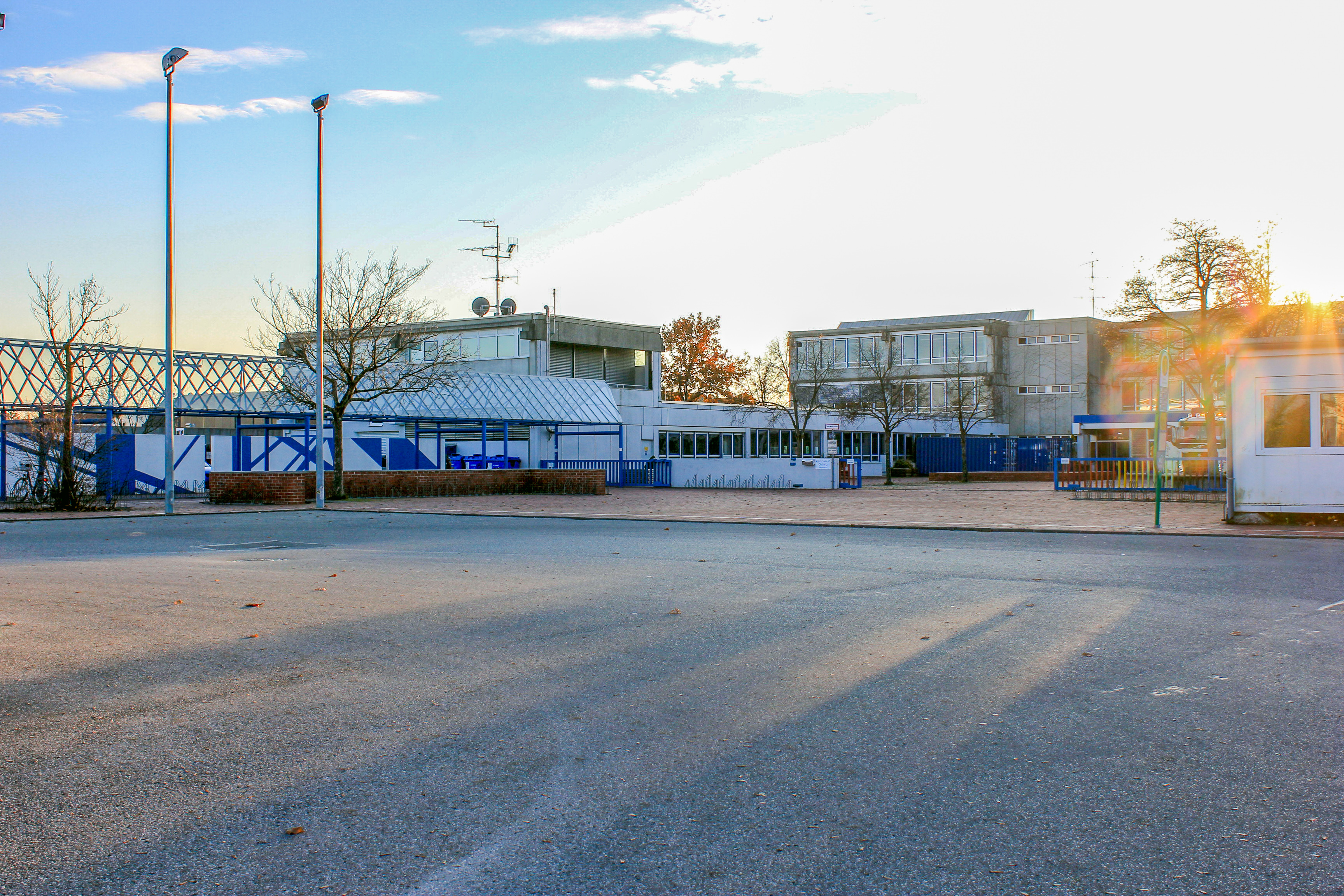
Das Gymnasium Olching im Jahr 2018
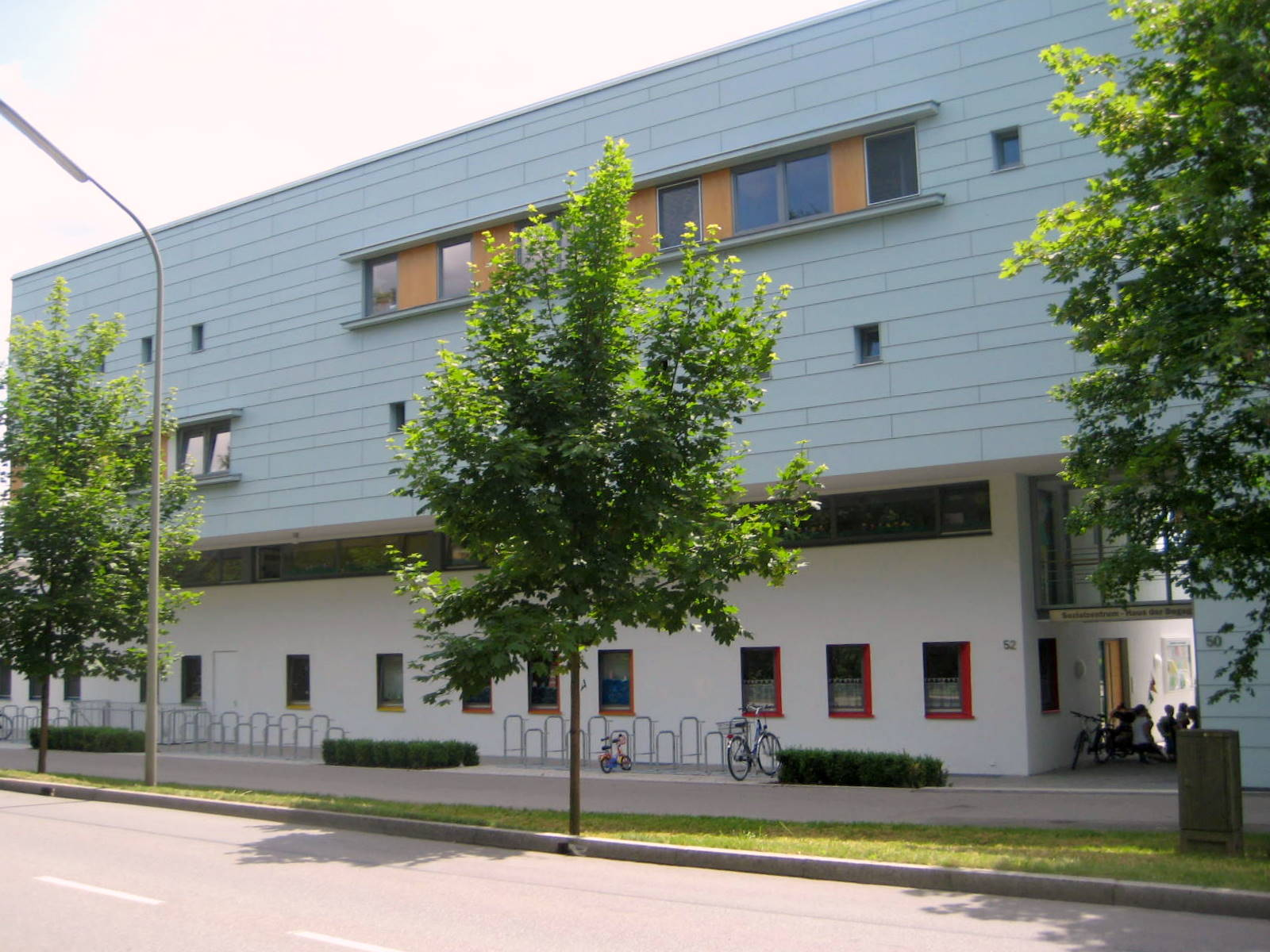
Das Haus der Begegnung in der Feursstraße
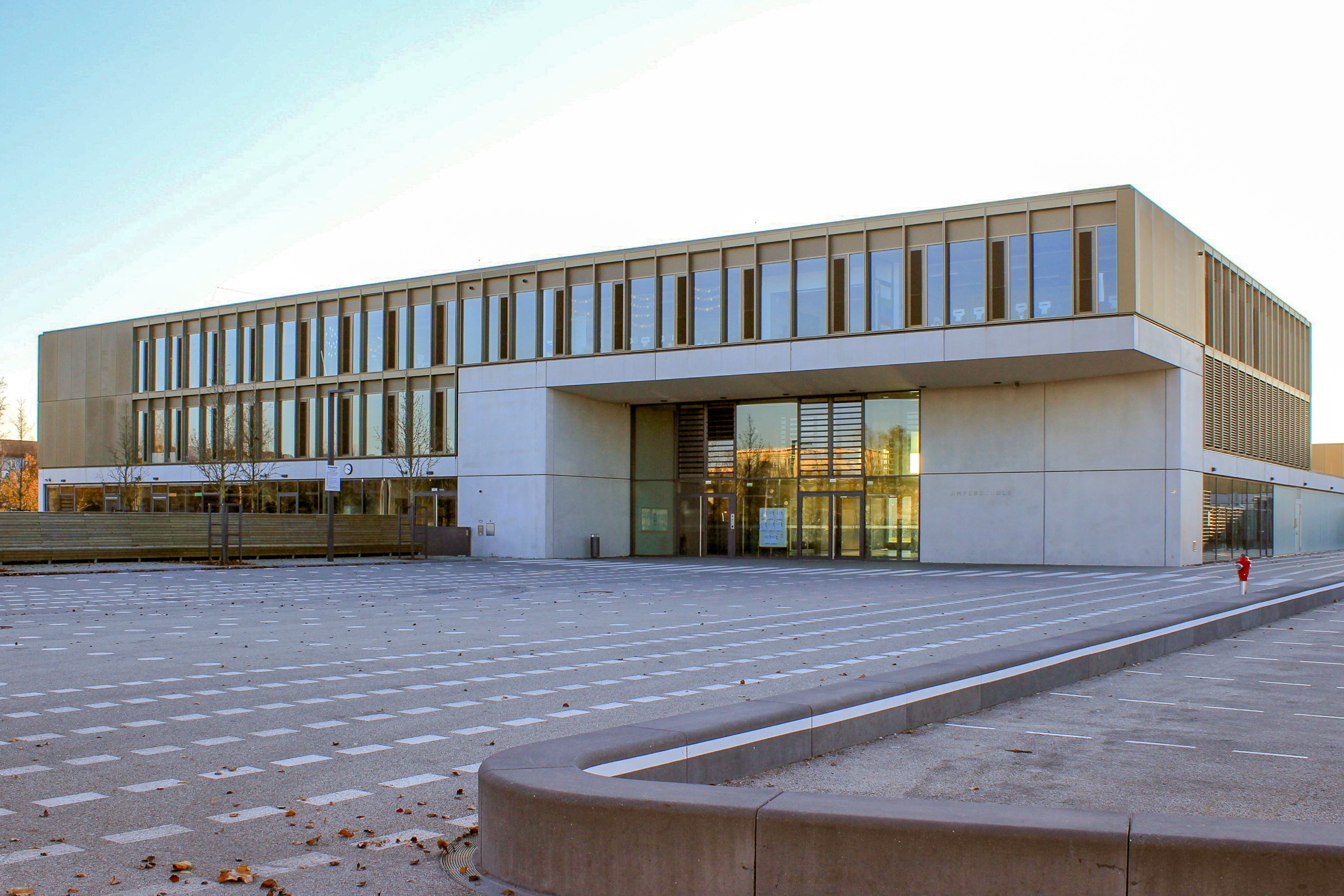
Neubau der Mittelschule im Schwaigfeld

### Stadterhebung im Jahr 2011
Nach einem erfolglosen Antrag auf Stadterhebung an das bayerische Innenministerium im Jahr 1998 wurde einem weiteren Antrag im März 2011 zeitgleich mit einem Antrag der Nachbargemeinde Puchheim stattgegeben. Die Erhebung zur Stadt wurde durch Innenminister Joachim Herrmann am 19. Juni 2011 ausgesprochen. Bürgermeister Andreas Magg erhofft sich auf Grund dieses weichen Standortfaktors wirtschaftliche Vorteile für Olching. Mit der Erhebung zur Stadt traten die drei ehemaligen Dörfer Olching, Esting und Geiselbullach in eine neue Epoche ihrer Geschichte ein. Die Urbanisierung der Gesellschaft und die Zersiedelung des Münchner Umlandes entlang der S-Bahn-Linien und Autobahnen hat diese Entwicklung unterstützt. Die Einwohnerzahl ist auf 25.000 gewachsen. Nach den Prognosen wird sie weiter steigen, so dass der Stadtrat und die mitplanende Einwohnerschaft vor neue Herausforderungen der Ortsplanung gestellt sind.

## Religion

### Pfarrgemeinden und Kirchen
Geschichte der Kirchen und Kapellen
Kirchengeschichtlich gehörten Olching und Esting vermutlich von Anfang an zur Pfarrei Emmering. Erst 1895 verlegte der Estinger Benefiziat auf erzbischöfliche Anweisung hin seinen Wohnsitz von Esting nach Olching, weil die dortige rasche Entwicklung eine verstärkte Seelsorge erforderlich machte. Den Status einer eigenen Pfarrei erhielt Olching erst 1909, nachdem zuvor (1899–1901) unter erheblichen Opfern die neue große Pfarrkirche St. Peter und Paul im Stil einer Basilika errichtet worden war. Das mittelalterliche Kirchlein hatte sich nicht nur als zu klein, sondern auch als zu „baufällig“ erwiesen; es wurde abgetragen, da eine Sanierung die Gemeindefinanzen über Gebühr strapaziert hätte. Eine ähnliche romanische Kirche kann man noch in Alt-Esting sehen. Die Kirche St. Stephanus stammt aus dem 13. Jahrhundert und ist damit das älteste erhaltene Baudenkmal im Gemeindegebiet. Sie war wie die Olchinger Kirche ursprünglich eine Filiale der Pfarrei Emmering (heute eine Filialkirche der Pfarrei St. Elisabeth in Esting).
In der Flur am „Buelach“ in der Nähe der Amper überließ Bayerns Kurfürst Max Emanuel seinem Hofkammerrat Adam Geisler 1724 ein großes Areal zur Bewirtschaftung und verlieh ihm das Adelsprädikat „von Geiselbullach“. Der geadelte Beamte erbaute ein Schlösschen mit eingefriedetem Park und eine Kapelle zu Ehren des Hl. Johannes Nepomuk. Mangelndes wirtschaftliches Geschick machten ihm und seinen häufig wechselnden Nachfolgern die Wirtschaftsführung des Gutes nicht leicht. Erst der aus Udine kommende Kaufmann Alois Sabbadini scheint das nötige Gespür besessen zu haben. In seiner Zeit entstand 1816 der Turm zu der Kapelle, die sechs Jahrzehnte zuvor ein Schlossbesitzer, der Hofmaler Johann Adam von Schöpf, in feinstem Rokokostil ausgemalt hatte. Die ehemalige Schlosskapelle St. Johann Nepomuk gehört inzwischen der Stadt Olching und wurde 2017 renoviert.
Die evangelisch-lutherische Johanneskirche in Olching ist erst nach dem Zweiten Weltkrieg entstanden, ebenso die katholische St.-Elisabeth-Kirche in Neu-Esting in der Nähe der neuen S-Bahn-Haltestelle, die nun auch Pfarrkirche des Ortsteils Esting ist.
Im Graßlfinger Moos wurde 2018 eine dem Josef von Nazareth geweihte Kapelle eingeweiht, die vom örtlichen Wirtsehepaar Sirtl gebaut wurde.
Pfarrämter
- St. Peter und Paul, mit dem Katholischen Pfarramt Olching,
- St. Elisabeth, mit dem Katholischen Pfarrzentrum St. Elisabeth,
- St. Stephanus, mit dem Katholischen Pfarramt Esting,
- Johanneskirche, mit dem Evangelisch-lutherischen Pfarramt Olching (das auch Maisach und Gernlinden umfasst).

### Religionsstatistik
Laut dem Zensus 2011 waren 15,9 % der Einwohner evangelisch, 48,4 % römisch-katholisch und 35,7 % waren konfessionslos, gehörten einer anderen Religionsgemeinschaft an oder machten keine Angabe. Die Zahl der Protestanten und Katholiken ist seitdem gesunken. Mitte 2016 hatte Olching 27.660 Einwohner davon 42,7 % (11.810) Katholiken, 13,5 % (3.731) Protestanten und 43,9 % (12.129) hatten entweder eine andere oder gar keine Religionszugehörigkeit.

## Einwohner
Besonders durch die Neubauten im Schwaigfeld (Ortsteil Graßlfing) sind die Einwohnerzahlen in den letzten Jahren in Olching gestiegen.

### Einwohnerentwicklung
Zwischen 1988 und 2018 wuchs die Stadt von 20.246 auf 27.741 um 7.495 Einwohner bzw. um 37 %.
Es werden nur die Hauptwohnsitze gezählt. Die Angaben beziehen sich auf den 31. Dezember eines jeden Jahres.

Einwohnerentwicklung von Olching

| Jahr | Einwohner |
| ---- | --------- |
| 1960 | 09.130    |
| 1970 | 14.129    |
| 1980 | 18.973    |
| 1990 | 20.702    |
| 1995 | 21.680    |
| 2000 | 22.796    |
| 2001 | 23.130    |
| 2002 | 23.607    |

| Jahr | Einwohner |
| ---- | --------- |
| 2003 | 23.791    |
| 2004 | 24.107    |
| 2005 | 24.298    |
| 2006 | 24.323    |
| 2007 | 24.501    |
| 2008 | 24.650    |
| 2009 | 24.861    |
| 2010 | 25.018    |

| Jahr | Einwohner |
| ---- | --------- |
| 2011 | 25.071    |
| 2012 | 25.486    |
| 2013 | 26.149    |
| 2014 | 26.357    |
| 2015 | 26.825    |
| 2016 | 27.345    |
| 2017 | 27.592    |
| 2018 | 27.741    |

### Einwohnerverteilung auf die Gemeindeteile
| Stand am   | Olching | Esting | Neu-Esting | Geiselbullach | Graßlfing | Gesamt |
| 31.12.1995 | 13.001  | 1.685  | 4.173      | 1.357         | 1.504     | 21.720 |
| 31.12.1996 | 13.135  | 1.676  | 4.140      | 1.388         | 1.513     | 21.852 |
| 31.12.1996 | 13.135  | 1.676  | 4.140      | 1.388         | 1.507     | 21.934 |
| 31.12.1998 | 13.371  | 1.643  | 4.111      | 1.547         | 1.513     | 22.185 |
| 31.12.1999 | 13.498  | 1.655  | 4.069      | 1.592         | 1.718     | 22.532 |
| 31.12.2000 | 13.496  | 1.655  | 4.162      | 1.620         | 1.876     | 22.809 |
| 31.12.2001 | 13.854  | 1.665  | 4.260      | 1.614         | 1.945     | 23.068 |
| 31.12.2002 | 13.739  | 1.623  | 4.283      | 1.698         | 2.264     | 23.607 |
| 31.12.2003 | 13.820  | 1.605  | 4.361      | 1.727         | 2.339     | 23.852 |
| 31.08.2004 | 13.901  | 1.629  | 4.401      | 1.872         | 2.400     | 24.203 |
| 31.12.2007 | 13.885  | 1.655  | 4.358      | 1.819         | 2.757     | 24.474 |
| 31.12.2013 | 14.381  | 1.951  | 4.316      | 1.885         | 3.968     | 26.501 |
| 31.12.2014 | 14.471  | 1.986  | 4.299      | 1.852         | 4.070     | 26.678 |
| 31.12.2015 | 14.751  | 1.972  | 4.406      | 1.881         | 4.218     | 27.228 |
| 31.12.2016 | 15.012  | 1.944  | 4.430      | 1.917         | 4.424     | 27.727 |
| 31.12.2017 | 14.970  | 1.973  | 4.431      | 1.973         | 4.612     | 27.950 |
| 31.12.2018 | 15.051  | 1.986  | 4.457      | 1.990         | 4.602     | 28.086 |
| 31.01.2019 | 15.164  | 1.976  | 4.475      | 2.001         | 4.761     | 28.377 |

(Quelle: 1995–2004: Melderegister der Gemeinde Olching, 2013–2018: Mitteilungsblatt der Stadt Olching)

## Politik

### Stadtrat
Zuletzt fanden Stadtratswahlen am 15. März 2020 statt. Die Ergebnisse sind in den Diagrammen dargestellt.
| Sitzverteilung ab 2020 im Olchinger StadtratInsgesamt 30 Sitze - CSU: 11 - SPD: 6 - Grüne: 7 - FWO: 4 - ÖDP: 1 - FDP: 1 |  | Stadtratswahl am 15. März 2020Wahlbeteiligung: 58,44 % 403020100 37,68 %21,83 %19,85 %12,54 %4,29 %3,81 % CSUSPDGrüneFWOÖDPFDPGewinne und Verlusteim Vergleich zu 2014 %p 10 8 6 4 2 0 −2 −4 −6+2,48 %p−4,47 %p+8,61 %p−5,99 %p−0,32 %p−0,32 %pCSUSPDGrüneFWOÖDPFDP |

|      |                  |        |                  |       | Stimmenanteile und Sitze der Parteien und Listen | Stimmenanteile und Sitze der Parteien und Listen | Stimmenanteile und Sitze der Parteien und Listen | Stimmenanteile und Sitze der Parteien und Listen | Stimmenanteile und Sitze der Parteien und Listen | Stimmenanteile und Sitze der Parteien und Listen | Stimmenanteile und Sitze der Parteien und Listen | Stimmenanteile und Sitze der Parteien und Listen | Stimmenanteile und Sitze der Parteien und Listen | Stimmenanteile und Sitze der Parteien und Listen | Stimmenanteile und Sitze der Parteien und Listen | Stimmenanteile und Sitze der Parteien und Listen |
| Jahr | Wahl-berechtigte | Wähler | Wahl-beteiligung | Sitze | CSU                                              | CSU                                              | SPD                                              | SPD                                              | Grüne                                            | Grüne                                            | FWO                                              | FWO                                              | ÖDP / Freie                                      | ÖDP / Freie                                      | FDP                                              | FDP                                              |
| ---- | ---------------- | ------ | ---------------- | ----- | ------------------------------------------------ | ------------------------------------------------ | ------------------------------------------------ | ------------------------------------------------ | ------------------------------------------------ | ------------------------------------------------ | ------------------------------------------------ | ------------------------------------------------ | ------------------------------------------------ | ------------------------------------------------ | ------------------------------------------------ | ------------------------------------------------ |
| 2020 | 21.643           | 12.649 | 58,44 %          | 30    | 37,68 %                                          | 11                                               | 21,83 %                                          | 7                                                | 19,85 %                                          | 6                                                | 12,54 %                                          | 4                                                | 4,29 %                                           | 1                                                | 3,81 %                                           | 1                                                |
| 2014 | 20.946           | 10.672 | 50,95 %          | 30    | 35,20 %                                          | 11                                               | 26,30 %                                          | 8                                                | 11,24 %                                          | 3                                                | 18,53 %                                          | 6                                                | 4,61 %                                           | 1                                                | 4,13 %                                           | 1                                                |

Anm.: Durch den Wechsel der Stadträtin Marina Freudenstein (SPD) zu den Grünen nach der Wahl 2020 änderte sich die Stärke beider Fraktionen entsprechend. SPD 6 statt 7 Sitze und Grüne 7 statt 6 Sitze.

### Bürgermeister
Berufsmäßiger erster Bürgermeister ist Andreas Magg (SPD). Dieser ist seit 19. März 2008 im Amt. Seine jüngste Wiederwahl erfolgte 2020 mit 57,0 %.

### Wappen
| Wappen von Olching | Blasonierung: „Unter Schildhaupt mit den bayerischen Rauten in Silber ein grünes Schilfrohr mit schwarzem Kolben, beseitet von je einem grünen Halm mit goldener Ähre, überdeckt mit einem gesenkten blauen Wellenbalken.“ |
| Wappen von Olching | Wappenbegründung: Der blaue Wellenbalken im unteren Teil symbolisiert heraldisch die Lage am Fluss Amper, welcher große wirtschaftliche Bedeutung für den Ort hat. Der schwarze Moorkolben in der Mitte erinnert daran, dass Olching früher zum großen Teil sumpfig war und Teile des Dachauer Mooses umfasste. Der Weizen steht für die Landwirtschaft auf dem kultivierten Land. Der obere Teil des Wappens zeigt die bayerischen Rauten, was auf eine enge Verbindung zum bayerischen Herrscherhaus hinweist, welche begründet wurde durch die ehemalige kurfürstliche Schwaige Graßlfing auf dem Gemeindegebiet. Obwohl seit 1928 keine Bestandteile des bayerischen Staatswappens mehr in kommunale Wappen übernommen werden dürfen, wurde hier eine Ausnahme genehmigt, um eine Verwechslung mit dem Gemeindewappen von Kolbermoor zu vermeiden. Das Wappen der Stadt Olching stammt aus dem Jahr 1951. |

### Partnergemeinden

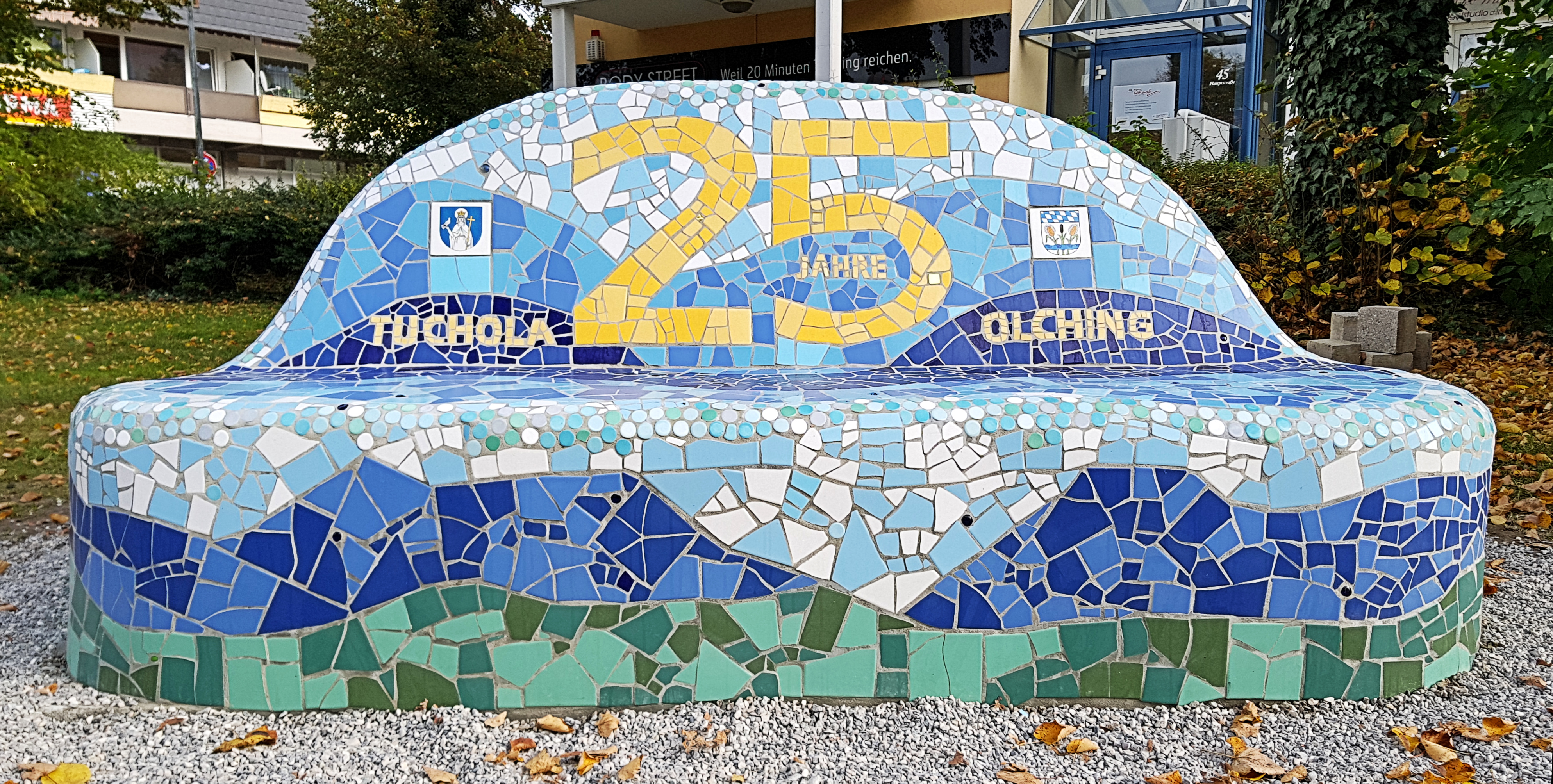
25 Jahre Städtepartnerschaft mit Tuchola

Am 18. Oktober 2019 wurde anlässlich der 25-jährigen Städtepartnerschaft mit der polnischen Gemeinde Tuchola am zentralen Kreisverkehr, dem Kistler-Kreisel – benannt nach dem langjährigen Verkehrsreferenten – eine mit bunten Mosaiksteinen gestaltete, etwa zwei Meter lange Sitzbank feierlich eingeweiht.
- Frankreich: Feurs
- Polen: Tuchola

## Wirtschaft

### Gewerbe

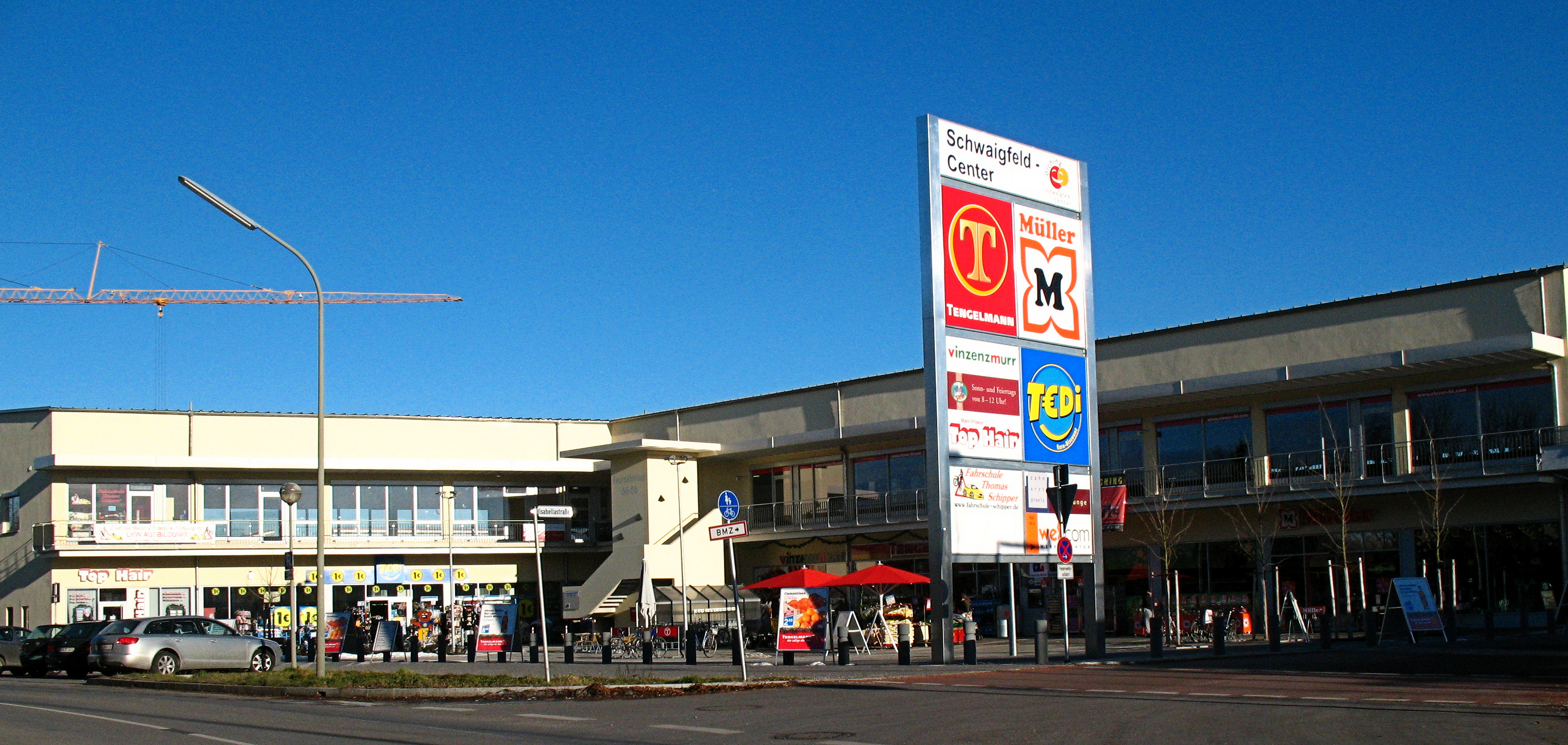
Einkaufszentrum im Schwaigfeld

Im Jahr 2022 erzielte Olching Einnahmen aus der Gewerbesteuer in Höhe von 11,94 Millionen Euro. Mit einem Gewerbesteuerhebesatz von 350 % liegt die Stadt unter dem durchschnittlichen Gewerbesteuerhebesatz Deutschlands. Dieser beträgt 407 % (Stand: 2023).
Neben dem großen Gewerbegebiet südlich der S-Bahnlinie zwischen Roggensteiner und Münchner Straße, das mit den üblichen Discountern, Super-, Bau- und Medienmärkten sowie verschiedenen Handwerksbetrieben ausgestattet ist, entstand Ende 2007 im nördlichen Teil Olchings an der Feursstraße ein kleineres Gewerbegebiet unter der Bezeichnung „Schwaigfeld Center“ zur Versorgung der neuen Siedlung auf dem Schwaigfeld des Ortsteils Graßlfing. Im Gemeindeteil Geiselbullach befindet sich der Gewerbepark Geiselbullach an der B471 in dem mehrere überregionale Unternehmen ihren Sitz oder eine Niederlassung haben.
Jeden Samstag findet ab 7:00 bis 12:30 auf dem Nöscherplatz links neben der katholischen Kirche St. Peter und Paul der Wochenmarkt mit den üblichen regionalen und saisonalen Obst- und Gemüseständen statt. Daneben werden Fleisch- und Wurstwaren, Käsespezialitäten sowie Brot- und Backwaren angeboten.
Traditionellerweise findet sich einmal wöchentlich ein mobiler Rostbratwurstgrill mit Coburger Bratwürsten am Standort des Wochenmarkts. Der Verkaufswagen ist – ab Sommer 2023 – am Donnerstag von 11:00 bis 13:00 vor Ort. Während der Teilsperrung der Hauptstraße jedoch beim Maibaum am Josef-Kistler-Ring.

### Landwirtschaft

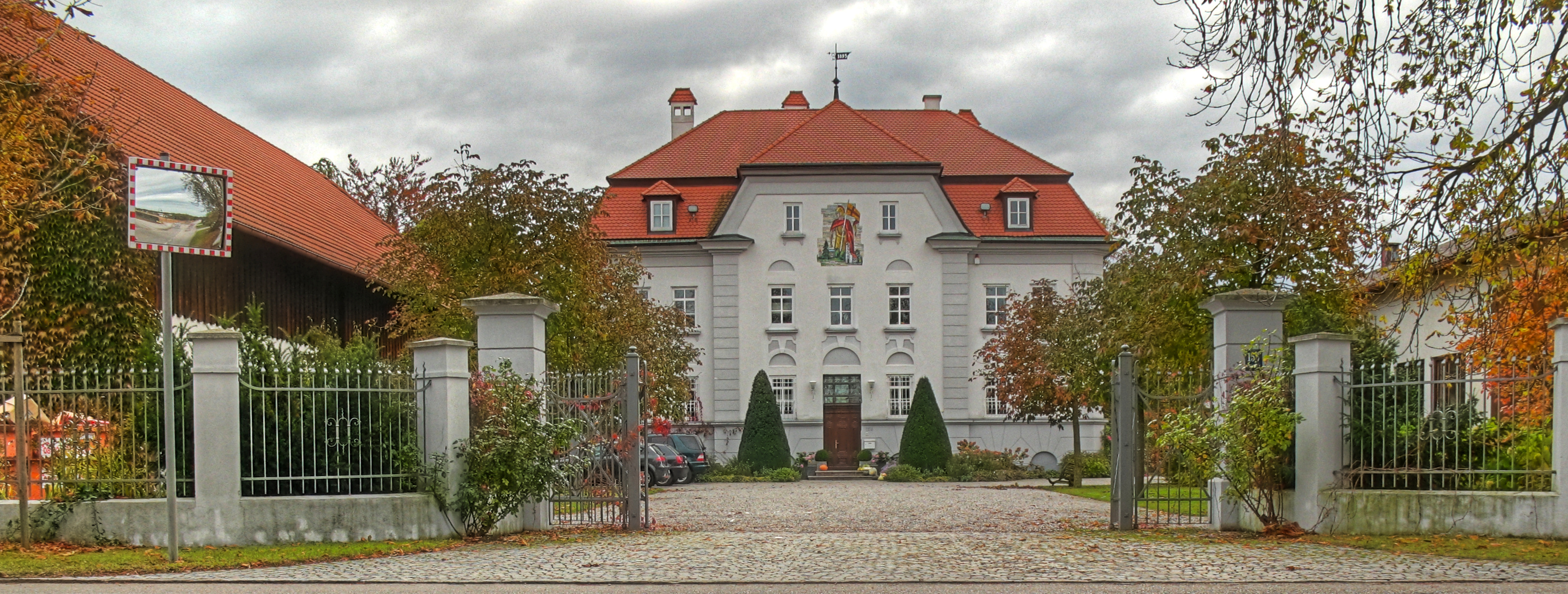
„Gut Geiselbullach“

Die beiden Weizenähren im Olchinger Wappen aus dem Jahre 1951 weisen auf die damalige Bedeutung der Landwirtschaft für die noch bäuerliche Gemeinde hin. Seit den 1990er Jahren sind die letzten bäuerlichen Betriebe aus dem Ortszentrum verschwunden und städtisch anmutende Miets- und Geschäftsgebäude sind an ihre Stelle getreten. Jedoch sind noch immer etwa zwei Drittel der gesamten Stadtfläche (ca. 3000 ha) landwirtschaftliche Nutzfläche. Weiterhin erlauben einige Hofläden in der Gemeinde direkt bei den landwirtschaftlichen Herstellern Produkte des täglichen Bedarfs zu erwerben.

### Energieversorgung
Die Strom- und Gasversorgung erfolgt durch die 2009 gegründeten und mehrheitlich im Besitz der Stadt befindlichen Stadtwerke Olching.

## Verkehr

### Bahnverkehr
An den öffentlichen Nahverkehr der Metropolregion München ist die Stadt Olching mit den S-Bahnhöfen „Olching“ und „Esting“ der S-Bahnlinie  (Mammendorf – Esting – Olching – München Hauptbahnhof – Holzkirchen) des Münchner Verkehrs- und Tarifverbundes (MVV) angeschlossen. Die Innenstadt von München ist damit in gut 20 Minuten zu erreichen.
| Linie | Linienverlauf |
| ----- | --- |
| S3    | Mammendorf – Malching – Maisach – Gernlinden – Esting – Olching – Gröbenzell – Lochhausen – Langwied – Pasing – Laim – Hirschgarten – Donnersbergerbrücke – Hackerbrücke – Hauptbahnhof – Karlsplatz (Stachus) – Marienplatz – Isartor – Rosenheimer Platz – Ostbahnhof – St.-Martin-Straße – Giesing – Fasangarten – Fasanenpark – Unterhaching – Taufkirchen – Furth – Deisenhofen – Sauerlach – Otterfing – Holzkirchen |

### Busverkehr
Olching wird durch mehrere Regionalbuslinien des MVV erschlossen. Busverbindungen bestehen von Olching nach Fürstenfeldbruck ( 736,  X800,  843), Dachau ( 736), Eichenau, Puchheim Ort und dem Münchner Stadtteil Freiham ( 833,  860). Seit dem 12. Dezember 2016 gibt es darüber hinaus auch eine Verbindung nach Puchheim Bahnhof ( 832). Diese führt über die Gröbenzeller Straße in Graßlfing nach Gröbenzell. Im Stadtgebiet besteht eine Verbindung vom Kriegerdenkmal in Esting über Geiselbullach und Graßlfing zum Olchinger Bahnhof ( 835). Seit 2021 ist zudem innerorts die Linie  831 im Einsatz, welche vom Olchinger See im Nordosten des Stadtgebiets über den S-Bahnhof Olching zum Gewerbegebiet verkehrt.
Das komplette Stadtgebiet Olchings wird durch die MVV-Ruftaxilinie 8300 (Fürstenfeldbruck/Gernlinden/Olching/Puchheim/Gröbenzell) bedient. Das Ruftaxi verkehrt hierbei nach Bedarf und kann bis zu 45 Minuten vor einer geplanten Abfahrt zur jeweiligen Haltestelle über die vom MVV angebotene App oder telefonisch bestellt werden. Zwischen 21:00 und 0:00 Uhr besteht an allen Tagen im 20-Minuten-Takt eine Fahrtmöglichkeit. Zwischen 0:00 und 05:00 Uhr verkehrt es stündlich. Um auch sonntags eine Verbindung zwischen den Gemeinden und Städten zu den jeweiligen S-Bahnhöfen herzustellen, verkehrt es an Sonntagen zwischen 05:00 und 21:00 Uhr im Stundentakt. Im MVV-Ruftaxi finden hierbei die regulären Tarife des MVV Anwendung mit der Ausnahme, dass keine Kurzstrecken-Fahrkarten genutzt werden können.
| Linie | Linienverlauf                                                                     | Verkehrsunternehmen            |
| ----- | --------------------------------------------------------------------------------- | ------------------------------ |
| 736   | Olching – Bergkirchen – Dachau – Dachau, Schulzentrum                             | Griensteidl                    |
| 831   | Olching, Gewerbegebiet – Olching – Schwaigfeld – Olchinger See                    | Demmelmair                     |
| 832   | Olching – Gröbenzell Nord – Puchheim Nord                                         | Griensteidl                    |
| 833   | Eichenau Nord – Olching, Grundschule – Olching – Olching, Cronenbergstraße        | Busverkehr Südbayern           |
| 835   | Esting, Schloss – Esting – Geiselbullach – Graßlfing – Olching                    | Geldhauser und Ammersee Reisen |
| 843   | Olching – Emmering – Fürstenfeldbruck                                             | Geldhauser und Ammersee Reisen |
| 860   | Freiham – Puchheim Ort – Eichenau Nord – Olching – Graßlfing, Georgenstraße       | Busverkehr Südbayern           |
| 8300  | Ruftaxi Fürstenfeldbruck / Gernlinden (Maisach) / Olching / Puchheim / Gröbenzell | Geldhauser                     |

### Verkehrslage

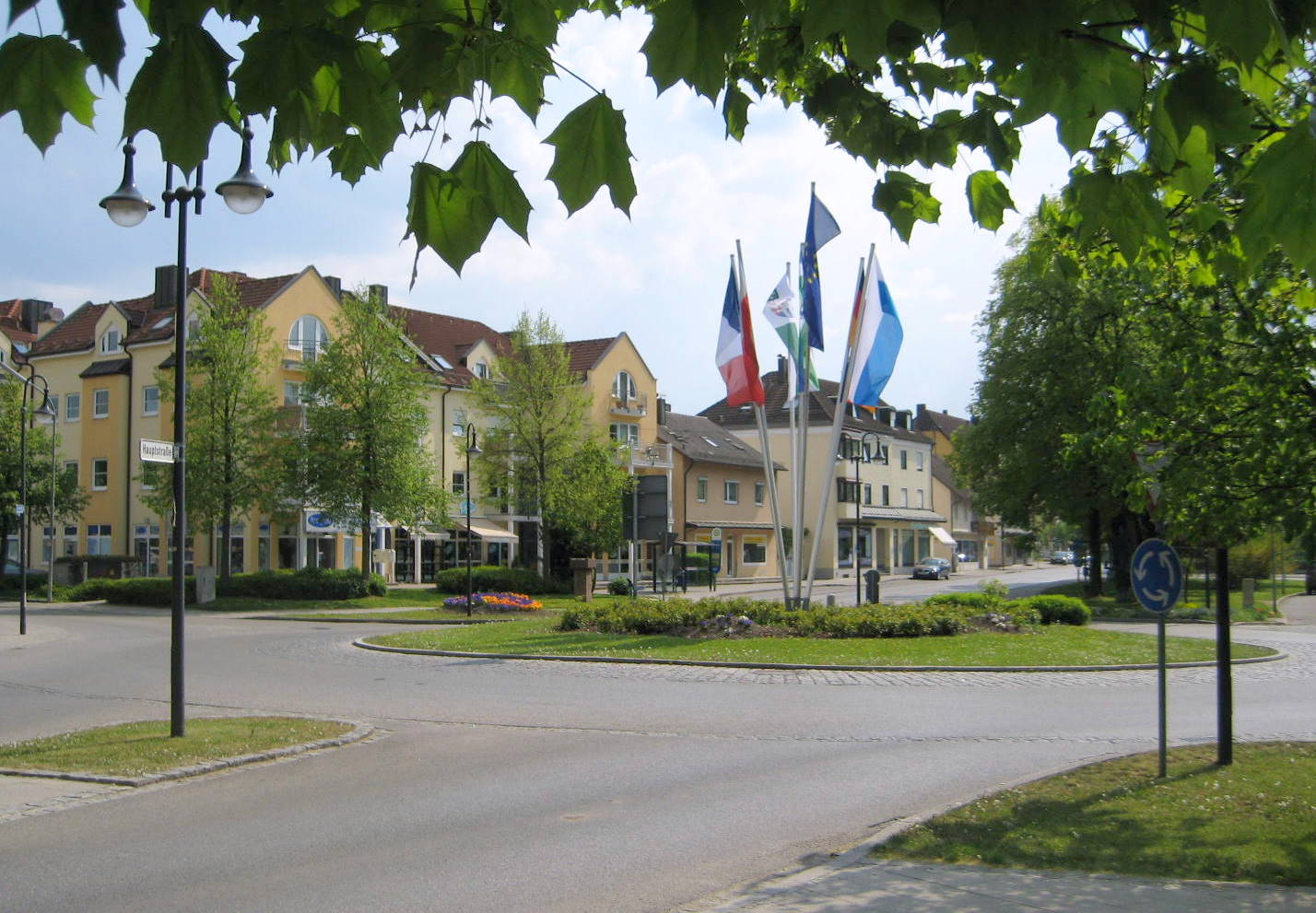
Olching, Zentraler Kreisverkehr „Auf der Insel“

Olching ist über die Anschlussstellen Dachau/Fürstenfeldbruck und Lochhausen/Langwied an die Autobahn A 8, sowie über die Anschlussstelle Lochhausen an die A 99 angebunden. Außerdem gibt es zwei Auffahrten auf die B 471, die als Tangente im Norden und Westen Münchens die Kreisstädte Dachau und Fürstenfeldbruck verbindet und eine Querverbindung von der A8 zur A 96 und zum Ammersee darstellt.
Seit rund 150 Jahren ist der entscheidende Entwicklungsfaktor für die Entwicklung der Bauerndörfer Olching, Esting und Geiselbullach zur Großgemeinde und im Jahr 2011 zur Stadt die Lage an der Eisenbahnstrecke München–Augsburg. Beschleunigt wurde diese Entwicklung durch den Ausbau des Münchner S-Bahn-Netzes seit Anfang der 1970er Jahre. Die Strecke wurde zudem dafür ausgebaut, dass Fernverkehrszüge bis zu 230 km/h schnell fahren können.
Darüber hinaus bestehen Busverbindungen in die umliegenden Ortschaften.

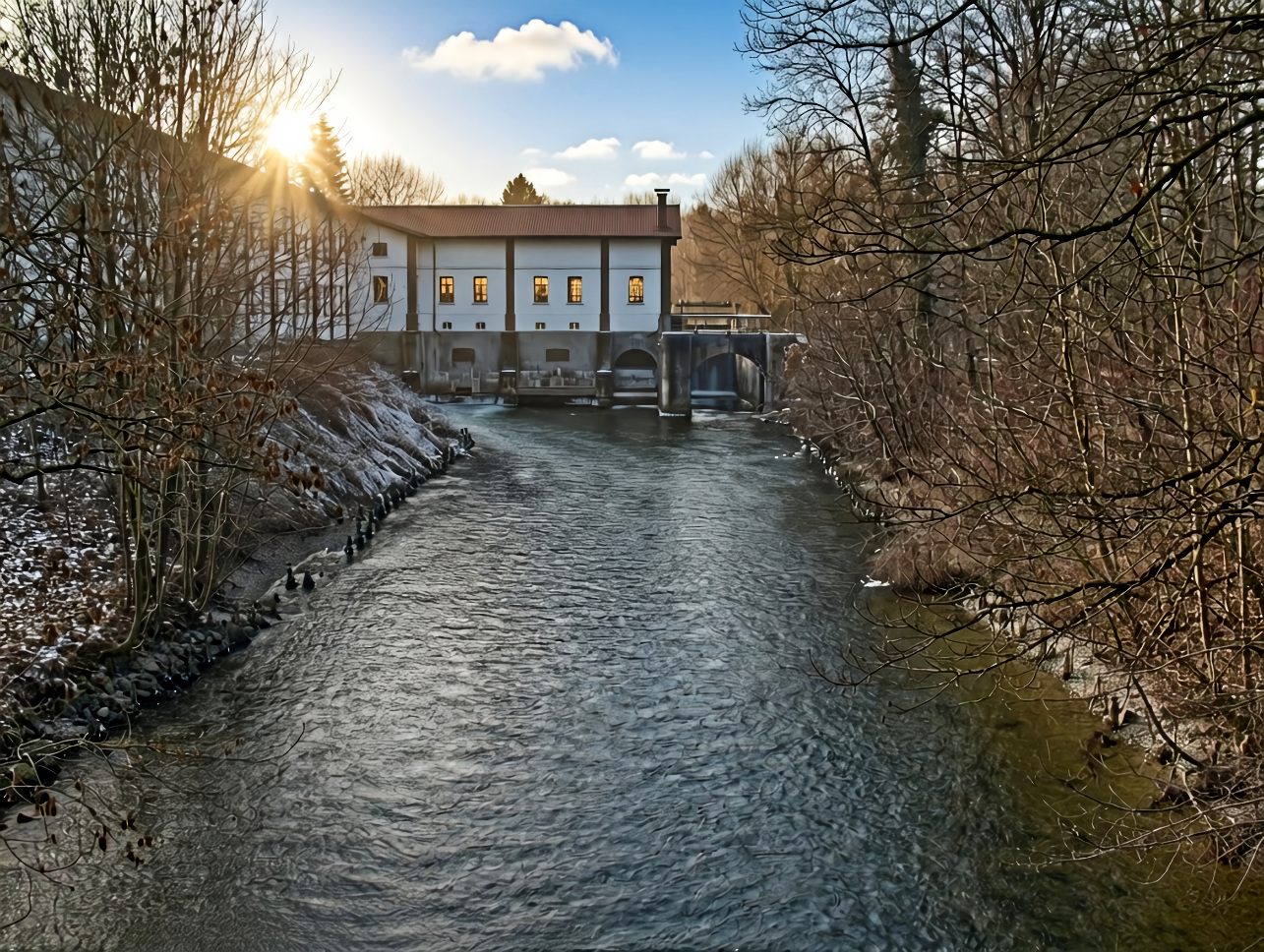
Wasserkraftwerk am Mühlbach neben der umgewandelten Holzstofffabrik

### Südwestumgehung
In Südwest von Olching verbindet die Landesstraße 2345 Esting, Gernlinden, Maisach und Emmering.
Durch die Landesstraße verläuft auch die B 471.

## Kultur und Sehenswürdigkeiten

### Gebäude
- Die 1599 eingeweihte Schlosskapelle im Ortsteil Esting bildet zusammen mit dem Torhaus den Vorbau zu dem dahinterliegenden „Estinger Schloss“. Im Jahre 1925 hat der Olchinger Kunstmaler Karl Sonner die farbenfrohen Außenbemalungen mit Szenen aus dem kirchlichen Leben ausgeführt. Der schmale, barocke Kirchenraum wurde um 1750 gestaltet und zeigte auf dem Altar eine gotische Marienfigur (um 1500) mit Szepter und Jesukind.
- Die katholische Pfarrkirche St. Peter und Paul von Olching wurde 1899 bis 1901 als Backsteinbau im neoromanischen Stil errichtet. Nach den gleichen Bauplänen wurde 1907 die Zwillingskirche Sta. Addolorata im norditalienischen Arco (Trentin) fertiggestellt.[28][29]
- Die im Jahr 1953 noch als „Betsaal im Evangelischen Gemeindezentrum“ in Betrieb genommene spätere evangelische Johanneskirche. Erst 1975 erhielt sie den offiziellen Status einer Kirche. Das Gotteshaus wurde 1974/75 und 2010 renoviert und erweitert. Im Oktober 2010 konnte eine neue Kirchenorgel in Betrieb genommen werden.[30]
- Das, 1975 vom Gemeinderatsmitglied Sebastian Miller gestiftete, „Brunnenbuberl“ musste dem neugestalteten, großen Bunnen am Nöscherplatz bei der Kirche weichen und befindet sich seit Mai 2011 vor dem Modehaus Miller bzw. dem Brautmodengeschäft am sog. Königshof auf dem ehemaligen Postgelände. Die Brunnenfigur scheint dem Fischerbuberl-Brunnen von Ignatius Taschner aus dem Jahr 1910 nachempfunden zu sein.
- Die im Jahr 2010 errichtete Brunnenanlage am neugestalteten Nöscherplatz bei der katholischen Kirche.
- Die katholische romanische Kirche St.Stephanus in Alt-Esting ist als ältestes Bauwerk der Stadt anzusehen und erinnert an die dörfliche Vergangenheit des Stadtteils Esting.

Olchinger Sehenswürdigkeiten
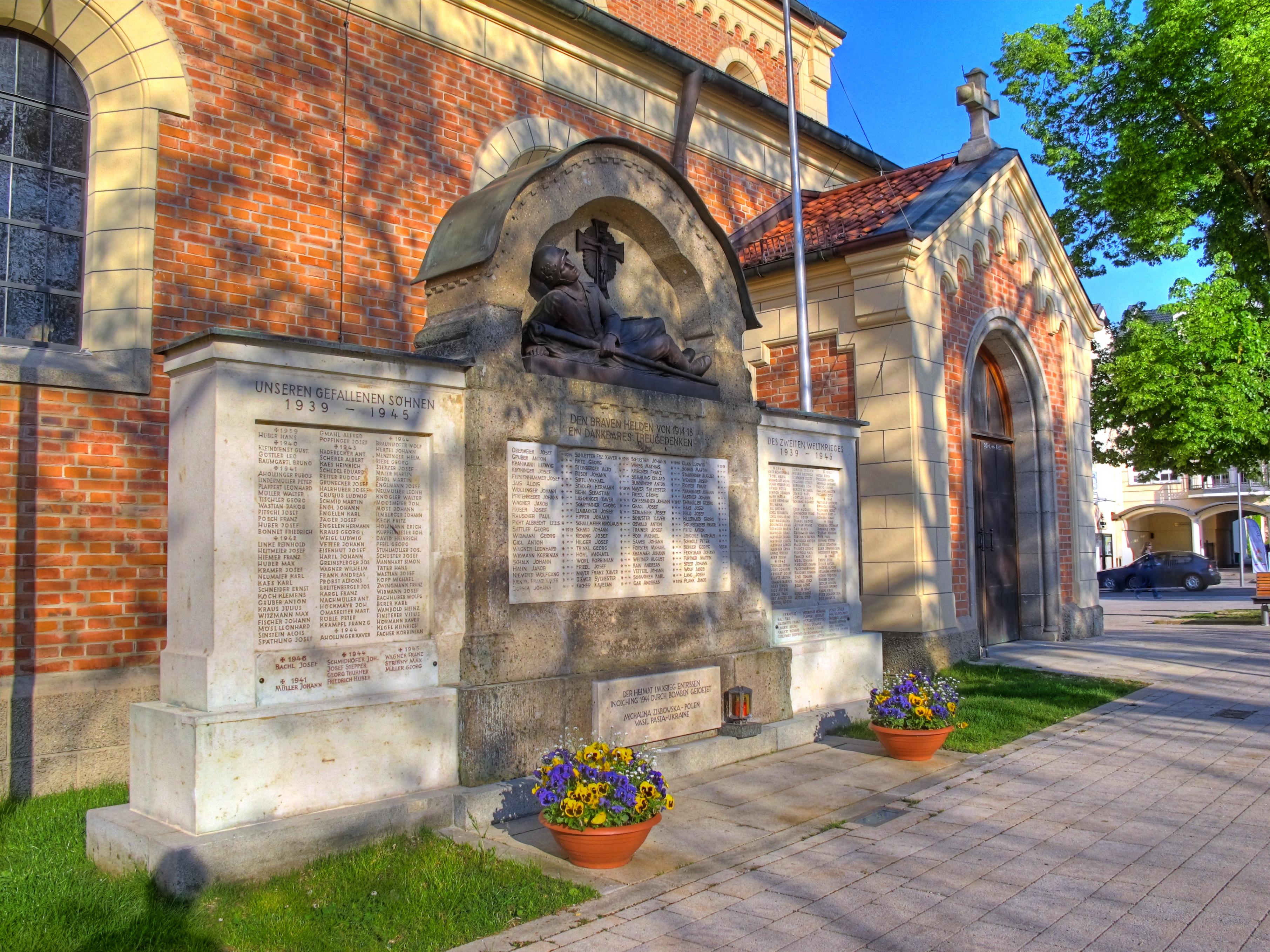
Kriegerdenkmal bei der kath. Kirche
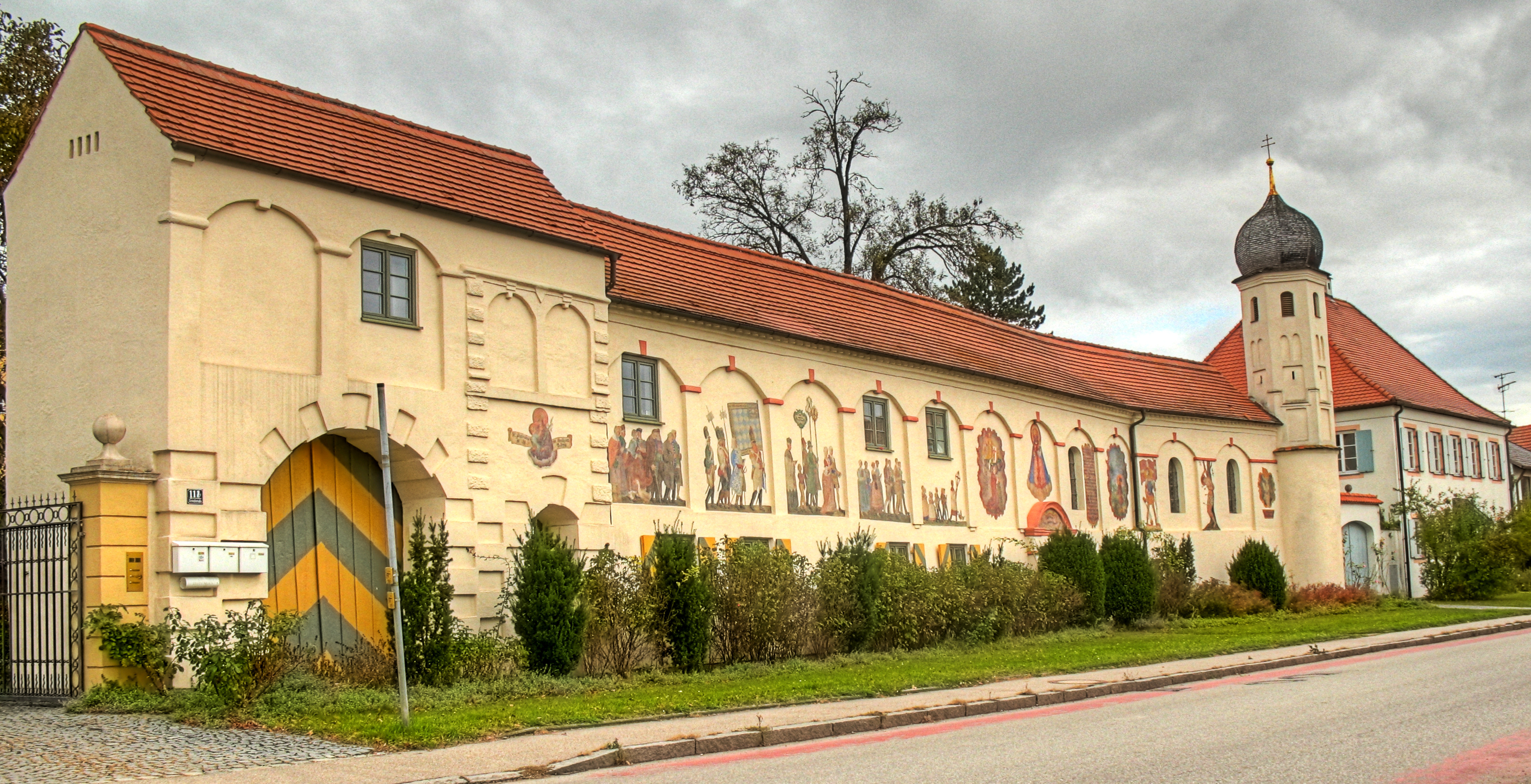
Estinger Schlosskapelle
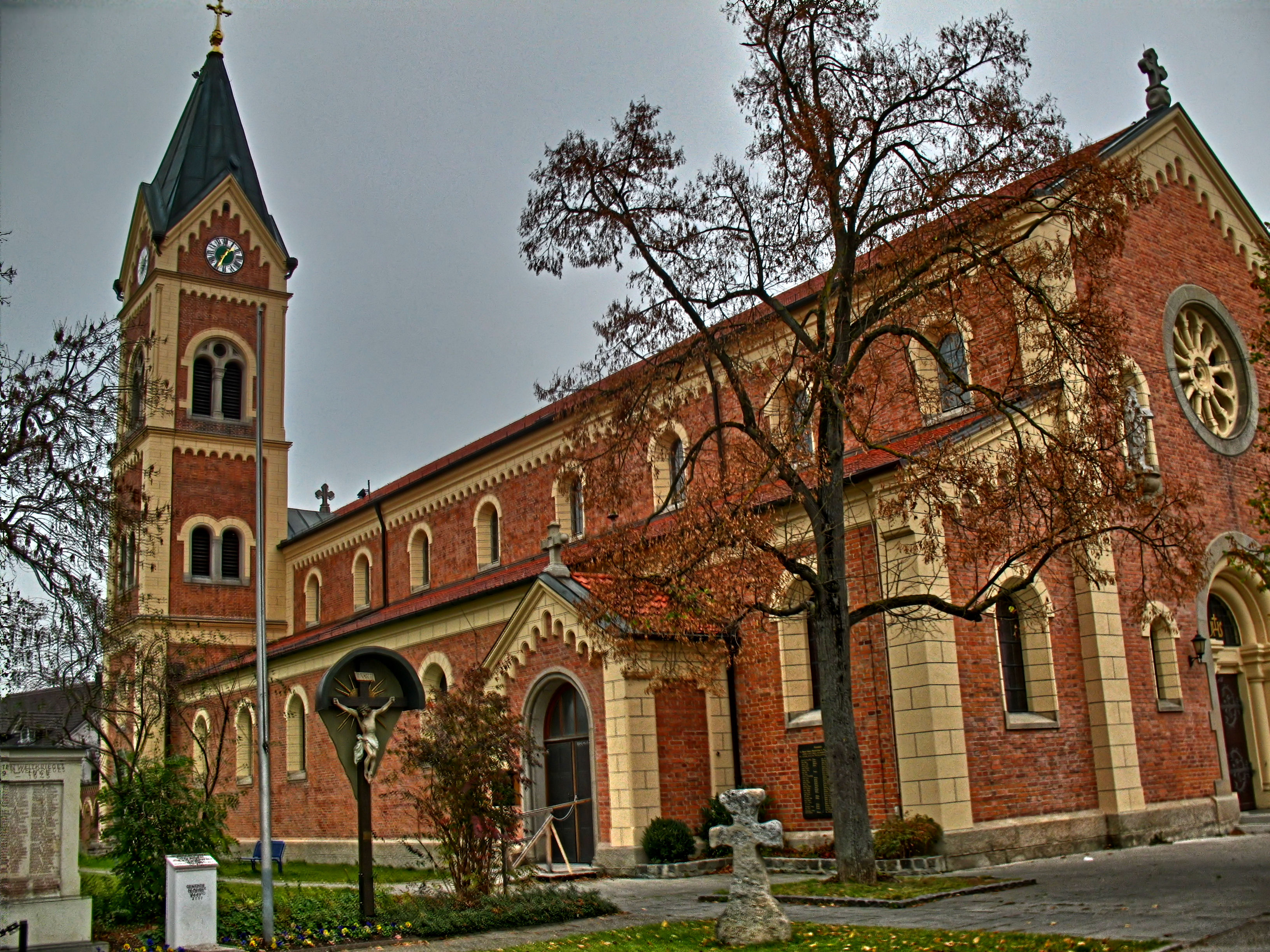
Katholische Pfarrkirche St. Peter und Paul
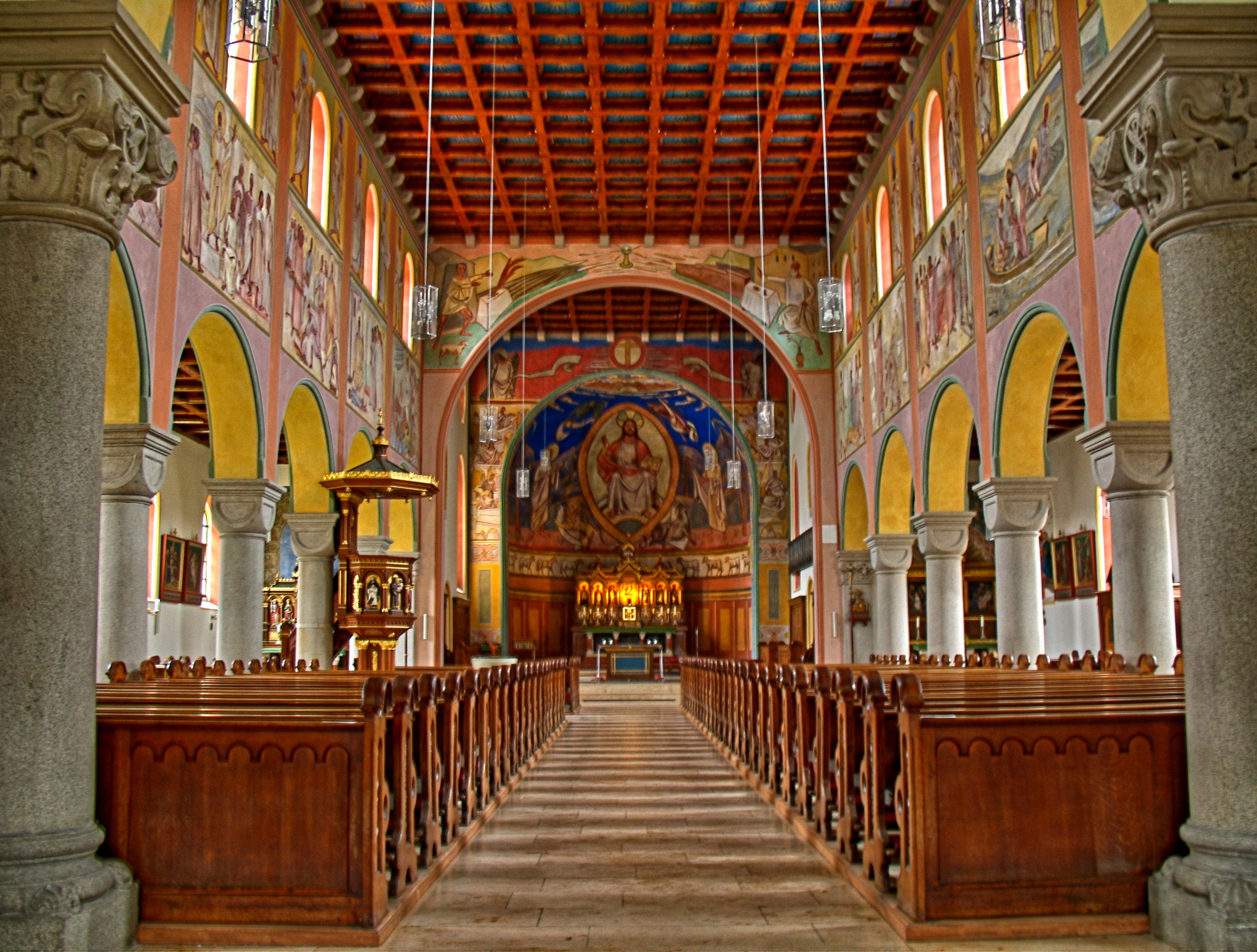
St. Peter und Paul, Innenraum
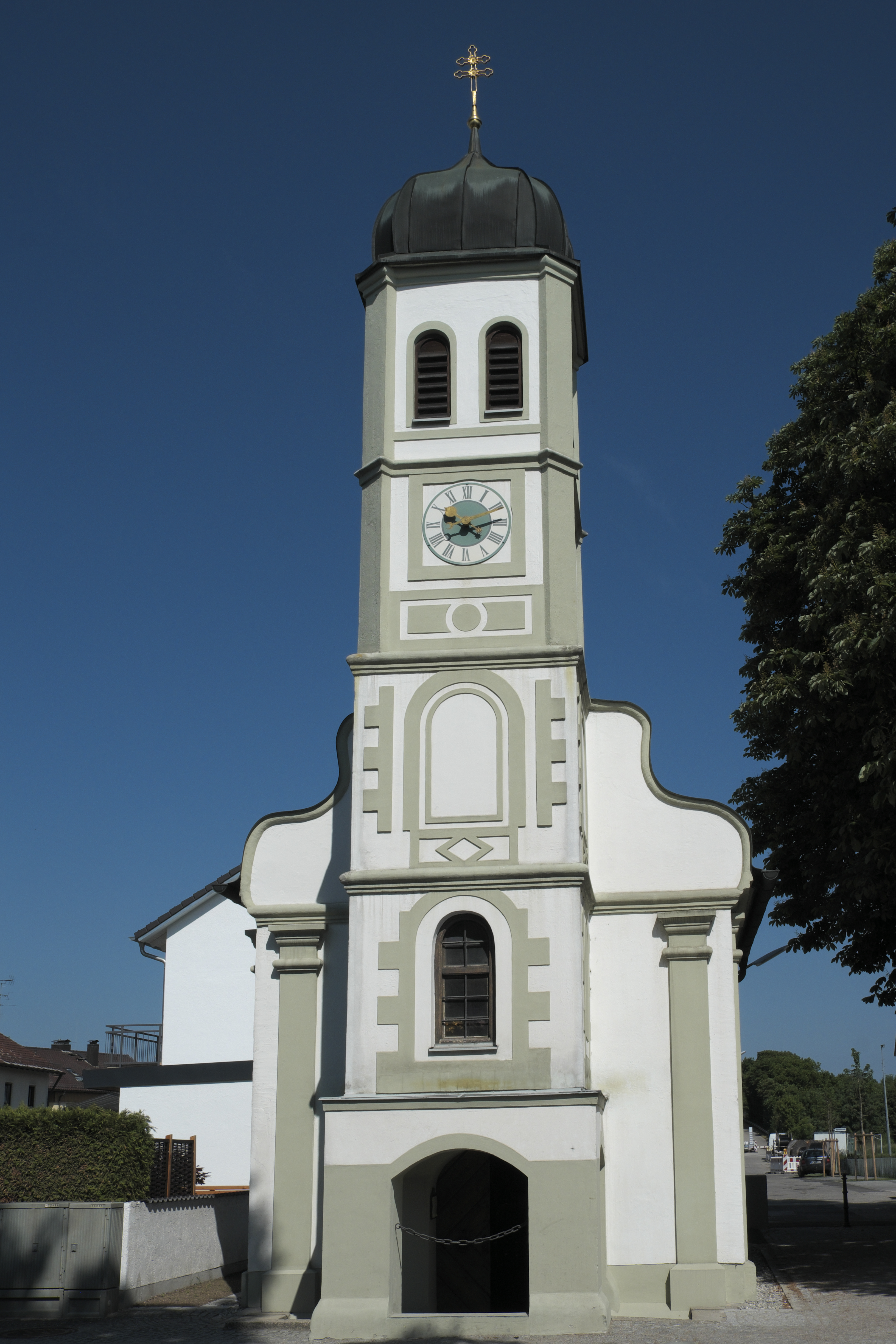
Kapelle St. Johann Nepomuk, Geiselbullach
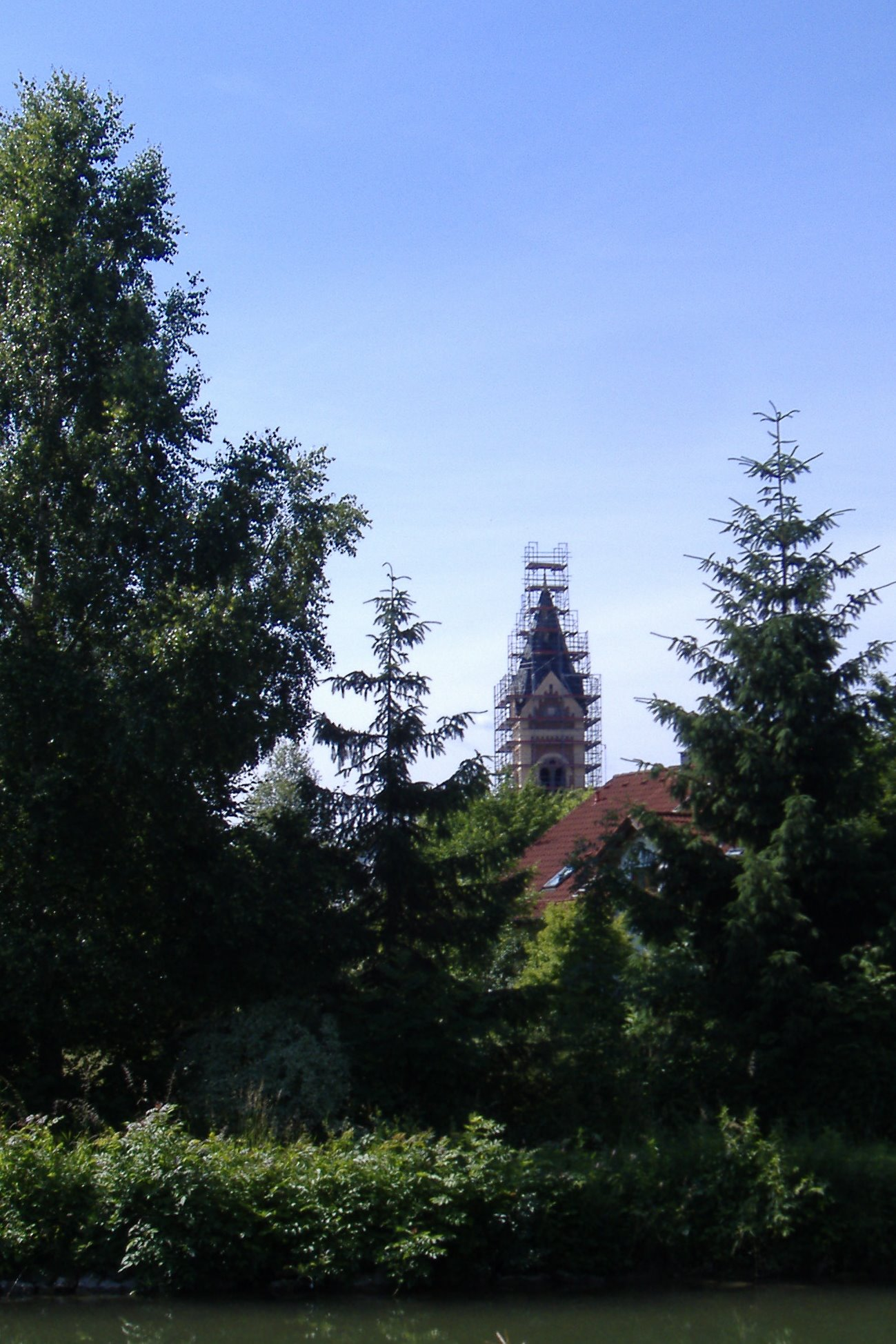
St. Peter & Paul, Sanierungsarbeiten 2008
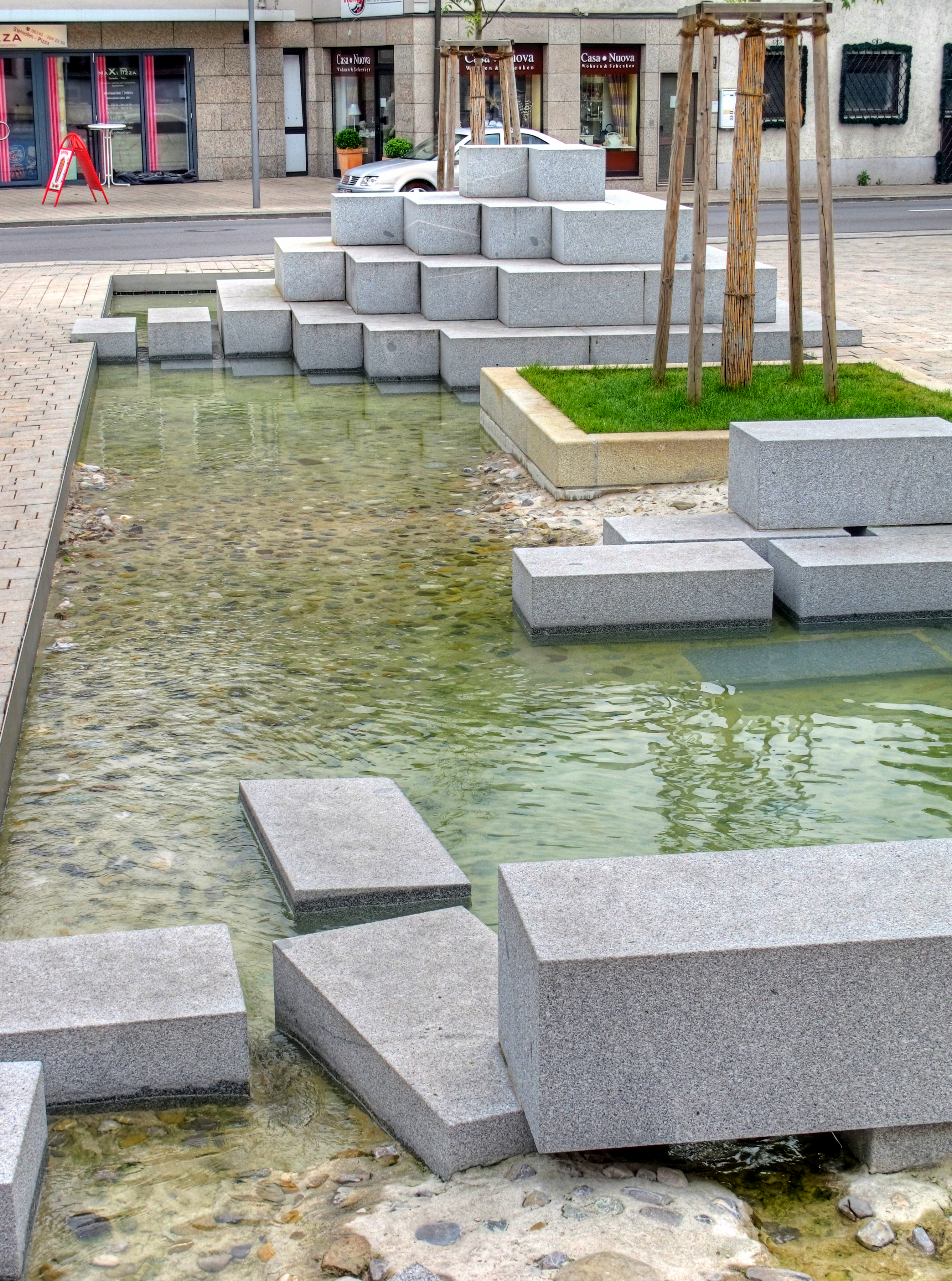
Brunnenanlage am Nöscherplatz
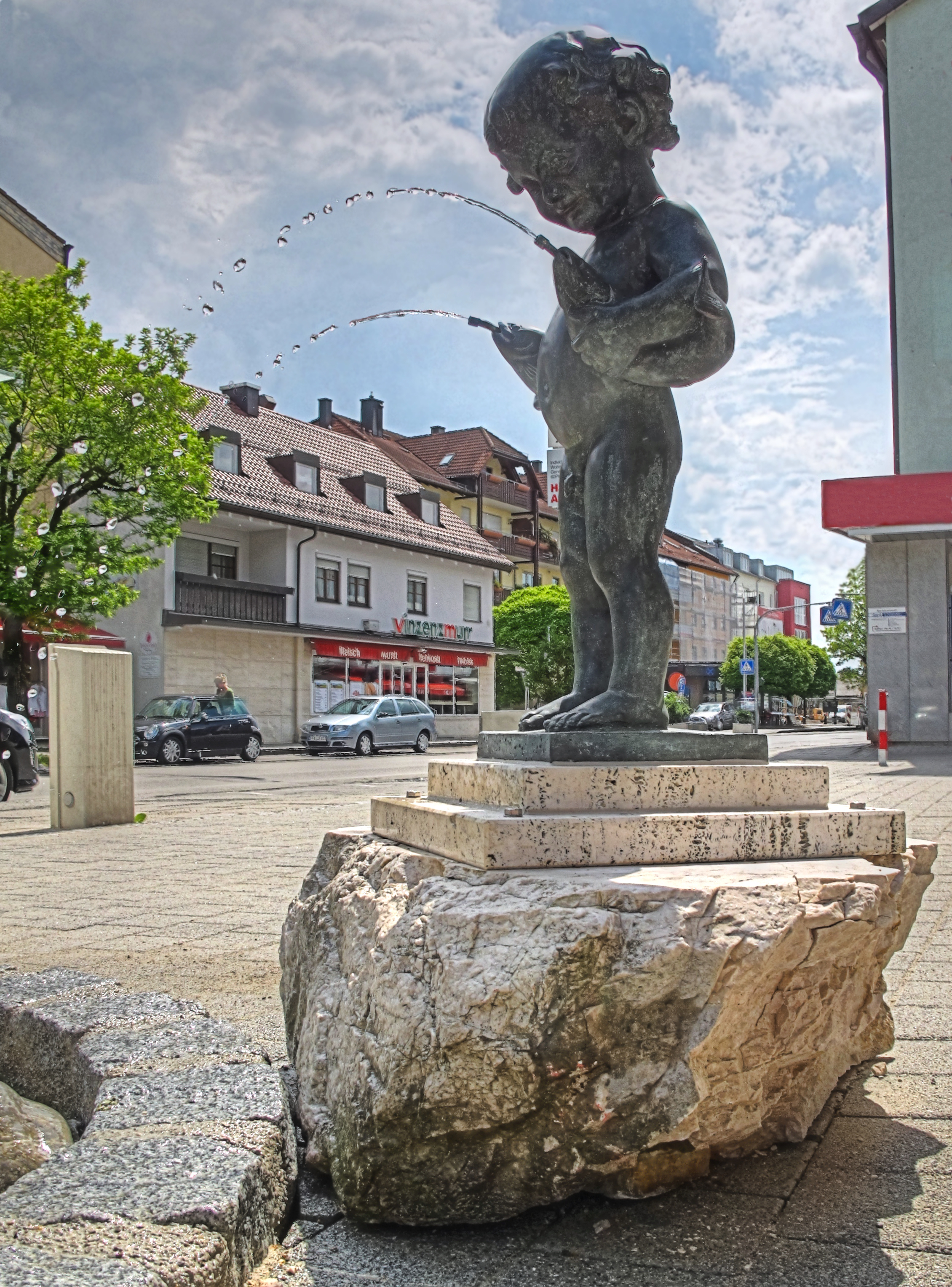
Das Brunnenbuberl
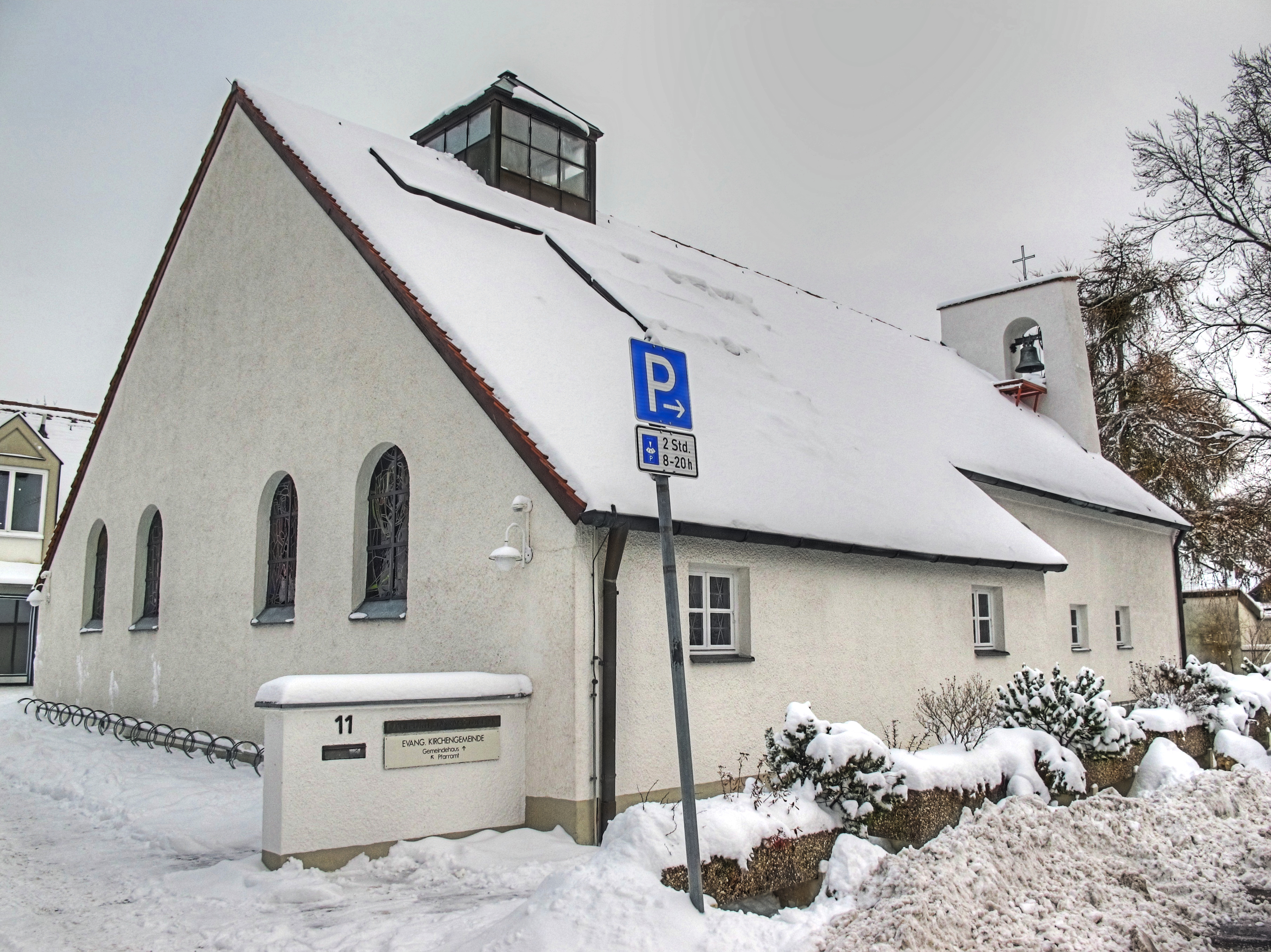
Evangelische Johanneskirche
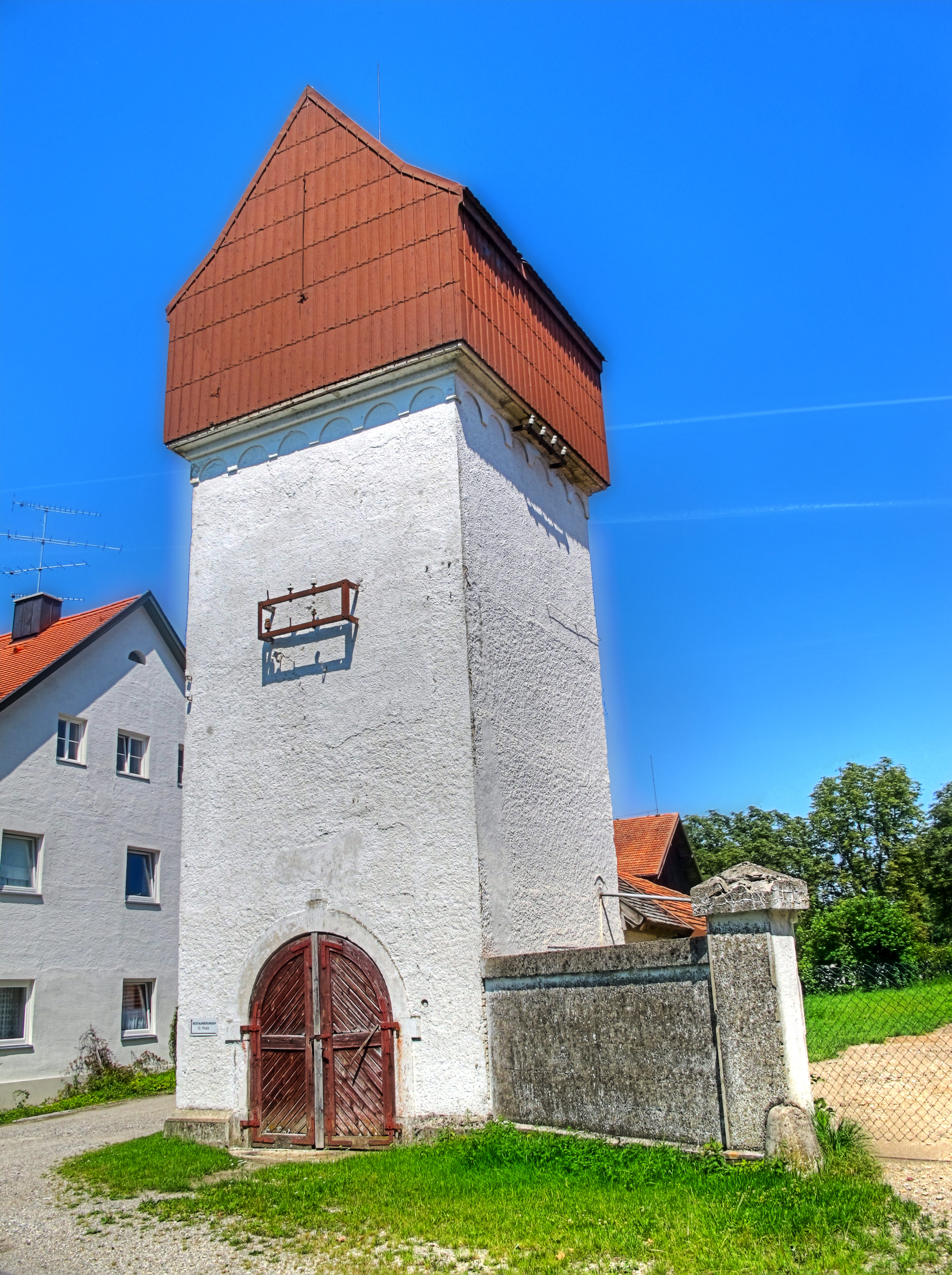
Stillgelegtes Stromhäuschen am Gut Graßlfing ⊙
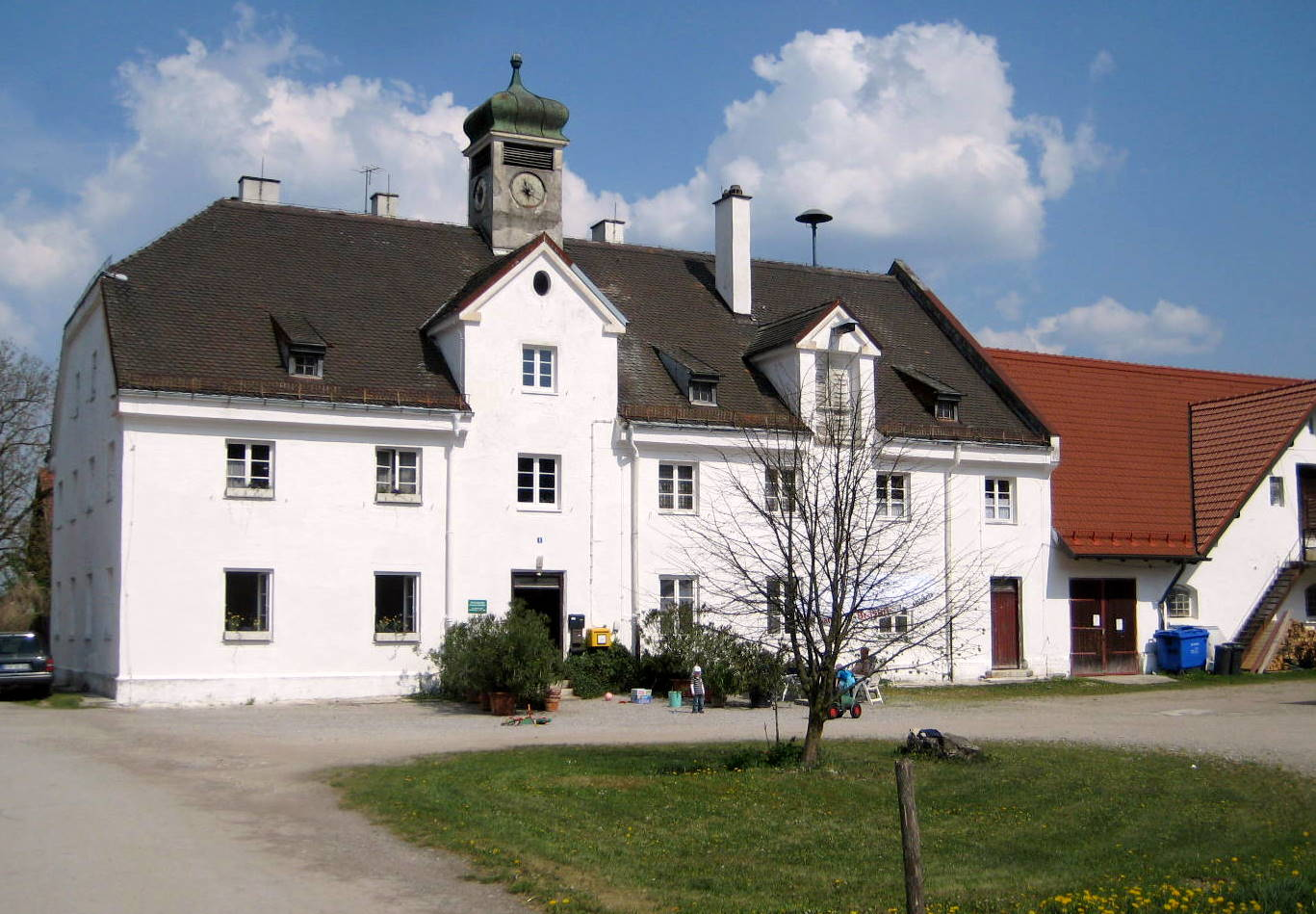
Hauptgebäude Gut Graßlfing

### Regelmäßige Veranstaltungen

#### Faschingsumzug

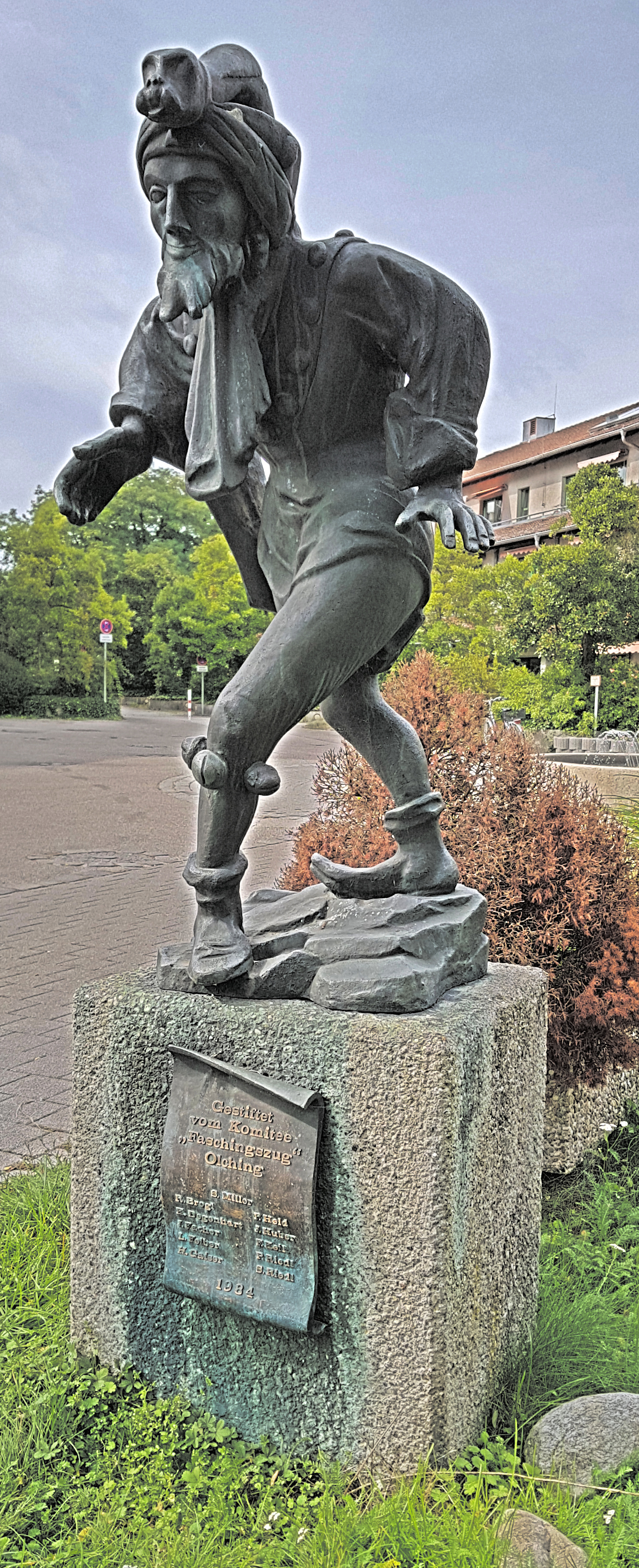
Moriskentänzer
nach Erasmus Grasser
1984 gestiftet vom Komitee Faschingszug

Der Faschingsumzug, der jedes Jahr am Faschingsdienstag um 14 Uhr stattfindet, hat in Olching eine lange Tradition. Schon ca. 1923 fand, organisiert vom damaligen Burschenverein Esting, ein Faschingszug im Ortsteil Esting statt. Zwischen 1938 und 1952 fanden keine belustigenden Umzüge statt. Erst 1953, als sechs Maskierte (darunter drei Musikanten) durch Olching zogen, war das Eis gebrochen. Bis zum Jahr 1980 prägte vor allem Sepp Miller als Organisationsleiter das Bild des Olchinger Faschingstreibens.
Der Zug wurde durch die Mitwirkung von Vereinen aus Olching und den umliegenden Gemeinden immer größer. Mittlerweile ist der Olchinger Faschingsumzug der größte in ganz Oberbayern. Nur 1962 wegen der Flutkatastrophe in Hamburg, 1990 wegen des Orkans Wiebke und 1991 während des Golfkrieges fand die Veranstaltung nicht statt. In den folgenden Jahren verfolgten jeweils ungefähr 30.000–40.000 Zuschauer das Spektakel in der Olchinger Hauptstraße.

Olchinger Faschingsumzug
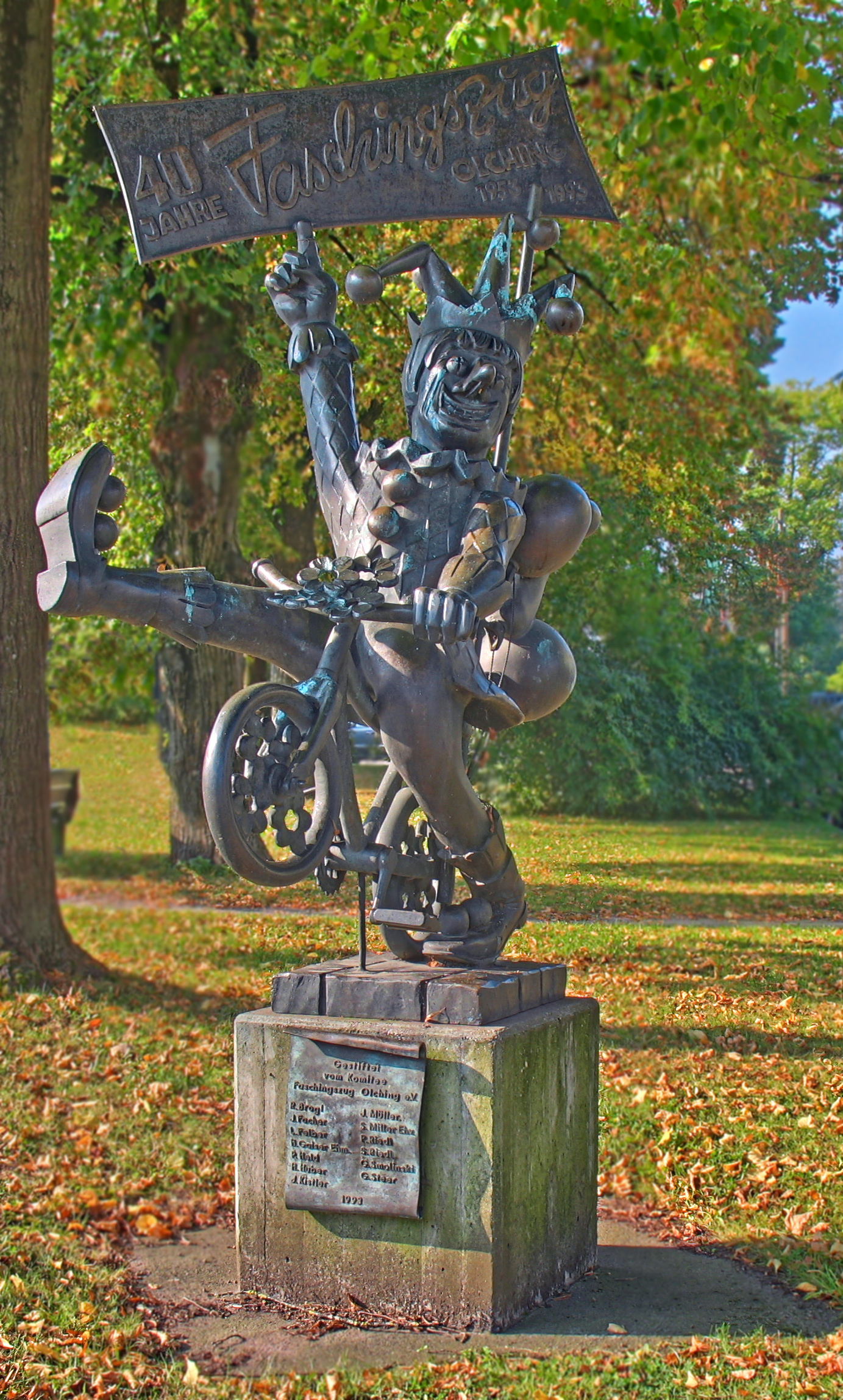
Gedenkfigur „40 Jahre Umzug“ ⊙
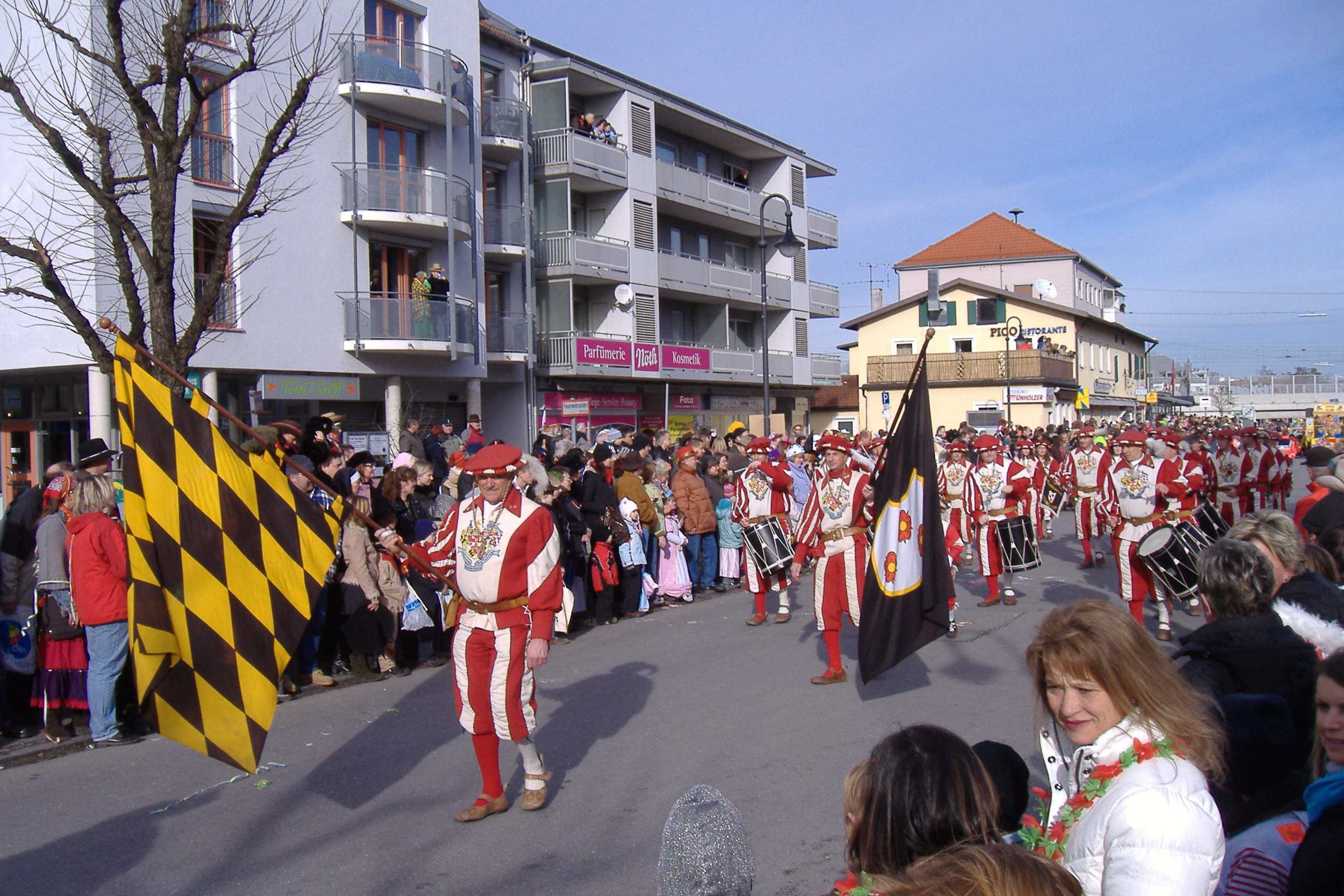
Faschingsumzug in Olching
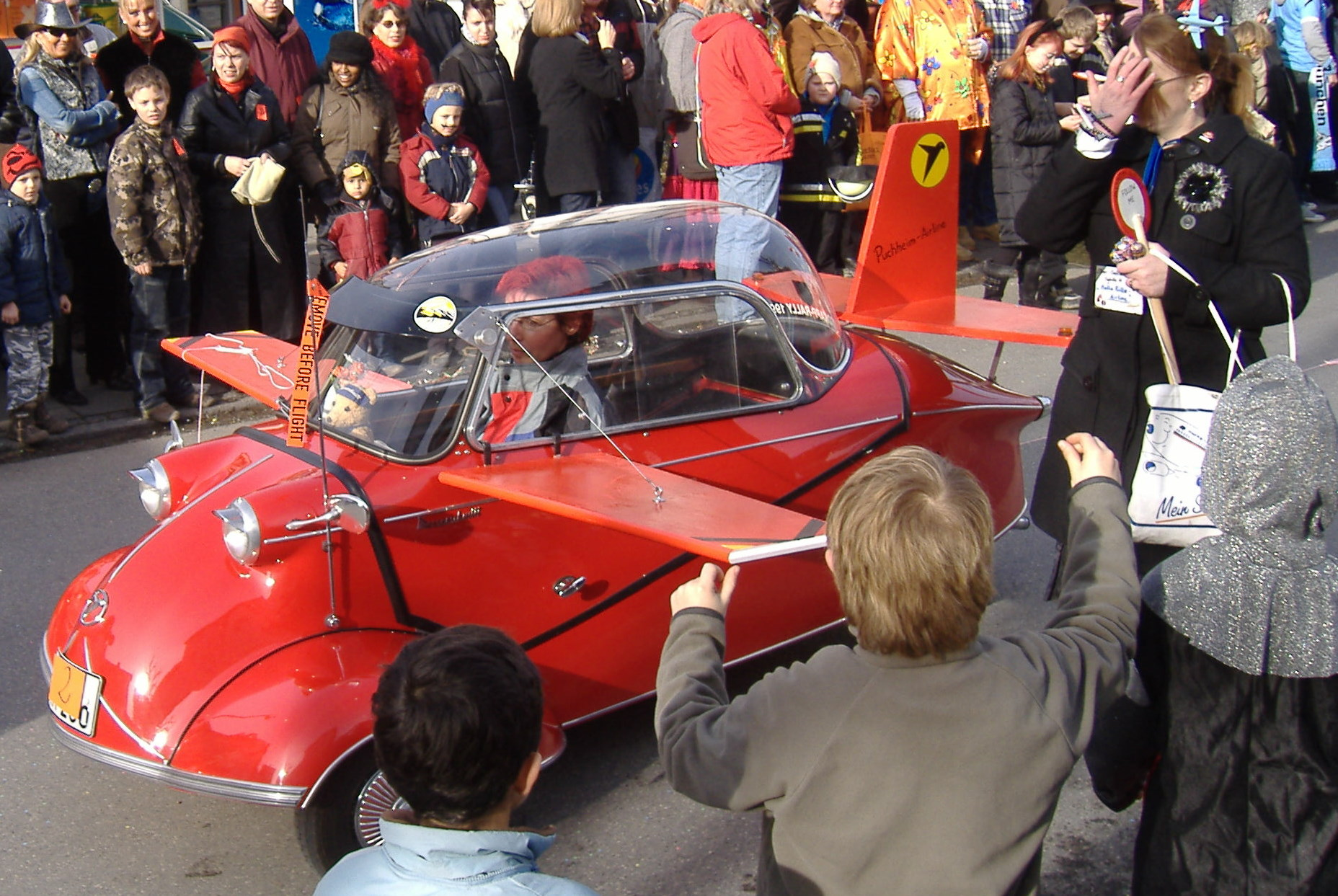
Faschingsumzug in Olching
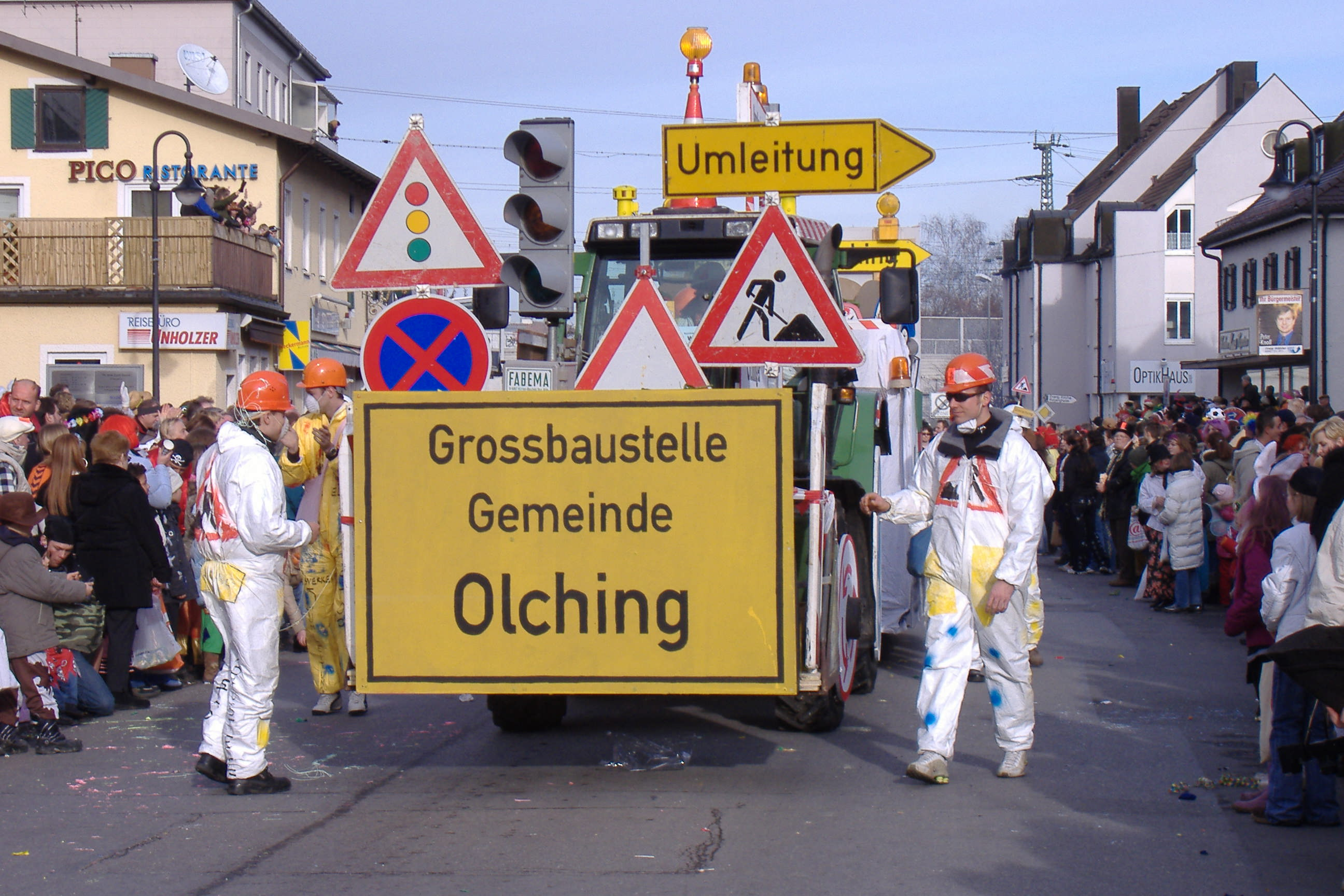
Faschingsumzug in Olching

#### Volksfest
Das Olchinger Volksfest findet jährlich in der zweiten Pfingstferienwoche statt. An Fronleichnam wird im Rahmen des Festprogramms das traditionelle Speedwayrennen ausgetragen. Darüber hinaus veranstaltet die Stadt Olching ein breites Rahmenprogramm rund um das Volksfest. Meistens am Montag findet, nach Einbruch der Dunkelheit, ein großes Brillantfeuerwerk statt.

#### BladeFever
Die Jugendinitiative TROJA Olching e. V., ein ehemaliger Verein von Jugendlichen für Jugendliche, veranstaltete jährlich eine Rollerblade-Veranstaltung namens BladeFever.
Diese Veranstaltung war die größte Sportveranstaltung in Olching mit aktiven Sportlern. In enger Zusammenarbeit mit Feuerwehr und Polizei wurde ein sicheres Fahren ermöglicht.

### Sport
2021 bewarb sich die Stadt als Host Town für die Gestaltung eines viertägigen Programms für eine internationale Delegation der Special Olympics World Summer Games 2023 in Berlin. 2022 wurde sie als Gastgeberin für Special Olympics St. Kitts und Nevis ausgewählt. Damit wurde sie Teil des größten kommunalen Inklusionsprojekts in der Geschichte der Bundesrepublik mit mehr als 200 Host Towns.
In Olching gibt es außerdem eine Reihe verschiedener Sportvereine, wie den TSV Olching und die Schützengesellschaft Gemütlichkeit Olching.

## Öffentliche Einrichtungen
Von überörtlicher Bedeutung ist die Müllverbrennungsanlage Geiselbullach als Teil des Abfallwirtschaftsbetriebs der Landkreise Fürstenfeldbruck und Dachau.

### Bildungseinrichtungen

#### Kindertagesstätten
In Olching gibt es mehrere städtische und nicht-städtische Kindertagesstätten.

##### Städtische
- Kinderhaus Dreikäsehoch (Krippe, Kindergarten)
- Kindergarten Liedermaus (Kindergarten, Kleinkindgruppe)
- Kindergarten Spielwiese
- Kindergarten Kunterbunt
- Kindergarten Regenbogen
- Kindergarten Rappelkiste (Krippe, Kindergarten, Hort)
- Kindergarten Löwenzahn
- Schülerhort Hecke 13

##### Nicht-städtische
- BRK Kinderhaus Nautilus (Krippe, Kindergarten, Hort)
- Denk mit! Zwerge Olching (Krippe, Kindergarten) – zwei Standorte
- Caritas Kinderhaus Noahs Arche (Krippe)
- Bauernhofkindergarten Olching
- Evangelisches Johanneshaus für Kinder (Krippe, Kindergarten)
- Katholischer Kindergarten St. Peter und Paul Olching
- Katholischer Kindergarten St. Elisabeth Esting
- Elterninitiative Amperflöhe Olching e. V.
- Großtagespflege Nimmerlandkitz
- Kinderpark Olching
- Kinderpark Esting
- Kinderhaus Esting (Krippe, Kindergarten)
- Hort an der Martinschule
- Integrationshort Esting

#### Schulen
Olching hat drei Grundschulen: Die Grundschule Olching an der Martinstraße sowie die Grundschulen Graßlfing und Esting in den gleichnamigen Ortsteilen. Weiterführende Schulen sind die Mittelschule Olching im Schwaigfeld mit Mehrfachturnhalle und das benachbarte Gymnasium Olching. Außerdem gibt es eine Volkshochschule.

### Feuerwehren
Olching hat vier Gemeindeteilfeuerwehren: die Feuerwehren Esting, Geiselbullach, Graßlfing und Olching. Dabei ist jede Feuerwehr für ihren Gemeindeteil, deren Grenzen sich nach denen der früheren Gemeinden vor der Gebietsreform orientieren, örtlich zuständig.

## Persönlichkeiten

### Söhne und Töchter der Stadt
- Josef Schormüller (* 7. Juli 1903; † 1974), Lebensmittelchemiker
- Ernst Zeno Ichenhäuser (* 3. Juni 1910; † 21. Januar 1998), Schriftsteller und Journalist
- Mathias Duschl (* 10. August 1916; † 29. August 1991), Politiker (SPD)
- Fritz Lochner von Hüttenbach (* 11. August 1930), Sprachwissenschaftler und Hochschullehrer
- Rudolf Brunnenmeier (* 11. Februar 1941; † 18. April 2003), Fußballspieler des TSV 1860 u. Kapitän der Nationalmannschaft
- Anton Gigl (* 11. April 1947; † 17. September 1996), deutscher Fußballtorhüter
- Harald Meller (* 10. Mai 1960), Archäologe
- Hermann Brem (* 1961), Politiker und Sportfunktionär

### Persönlichkeiten, die vor Ort gewirkt haben oder hier wohnten
- Dieter Schneider (* 20. Mai 1947; † 21. Juli 2017), Unternehmer, Politiker und Sportfunktionär, wuchs in Olching auf.
- Annette Neuffer (* 15. Januar 1966), Jazzmusikerin, wuchs in Olching auf und trat mit ihrem Jazz–Quintet von 2007 bis 2009 in der Kulturwerkstatt am Olchinger Mühlbach auf.
- Martin Smolinski (* 6. Dezember 1984), Speedway-Fahrer, wuchs in Olching auf und gewann 2001, 2006, 2007 und 2008 die Deutsche Speedway Meisterschaft in Olching.

## Trivia
- Im Rathaus von Olching wurden die Rathaus- und Polizeirevierszenen der TV-Serie Hindafing gedreht.